# Finnische Orientierungslaufmeisterschaften
Finnische Orientierungslaufmeisterschaften wurden zum ersten Mal 1935 ausgetragen. 1945 fanden die ersten Meisterschaften für Damen statt.
Das Wettkampfprogramm sieht gegenwärtig folgende Wettbewerbe vor:
- Sprint (seit 2003 ausgetragen)
- Mitteldistanz (seit 1989 ausgetragen; bis 2003 als Kurzdistanz)
- Langdistanz (seit 1935 bzw. 1945 ausgetragen; früher Einzel bzw. Klassikdistanz)
- Ultralangdistanz (seit 1962 bzw. 1971 ausgetragen; früher Langdistanz)
- Nacht-Orientierungslauf (seit 1955 bzw. 1971 ausgetragen)
- Staffel (seit 1936 bzw. 1949 ausgetragen)

## Herren

### Sprint
| Jahr | Austragungsort | 1. Platz                                             | 2. Platz                                                   | 3. Platz                              | Bemerkung |
| ---- | -------------- | ---------------------------------------------------- | ---------------------------------------------------------- | ------------------------------------- | --------- |
| 2003 |                | Walentin Nowikow Delta                               | Mårten Boström Turun Metsänkävijät                         | Jani Lakanen Delta                    | 2,5 km    |
| 2004 |                | Antti Harju Kalevan Rasti                            | Mårten Boström Turun Metsänkävijät                         | Petteri Muukkonen MS Parma            | 2,5 km    |
| 2005 |                | Mårten Boström Turun Metsänkävijät                   | Tuomas Tervo Rajamäen Rykmentti                            | Kim Fagerudd                          | 2,9 km    |
| 2006 |                | Tero Föhr Vehkalahden Veikot                         | Petteri Muukkonen MS Parma                                 | Jani Lakanen Vaajakosken Terä         | 2,7 km    |
| 2007 |                | Mats Haldin Halden SK                                | Tero Föhr Vehkalahden Veikot Jani Lakanen Vaajakosken Terä |                                       | 2,8 km    |
| 2008 |                | Antti Anttonen Vaajakosken Terä                      | Antti Harju Kalevan Rasti                                  | Jewgeni Fadejew Rasti-Kurikka         | 2,8 km    |
| 2009 |                | Tero Föhr Vehkalahden Veikot                         | Tuomas Tervo Rajamäen Rykmentti                            | Mats Haldin IFK Göteborg              | 3,4 km    |
| 2010 |                | Tuomas Tervo Rajamäen Rykmentti                      | Matthias Merz Rajamäen Rykmentti                           | Vesa Taanila Ikaalisten Nouseva Voima | 3,2 km    |
| 2011 |                | Petteri Muukkonen Vehkalahden Veikot                 | Olli-Markus Taivainen Pellon Ponsi                         | Olli-Pekka Koistinen Delta            | 3,1 km    |
| 2012 |                | Mårten Boström Lynx Tuomo Mäkelä Angelniemen Ankkuri |                                                            | Tuomas Tervo Rajamäen Rykmentti       | 3,4 km    |
| 2013 | Mikkeli        | Tuomo Mäkelä Angelniemen Ankkuri                     | Mårten Boström Lynx                                        | Antti Anttonen Vaajakosken Terä       | 4,2 km    |

### Mitteldistanz
| Jahr | Austragungsort | 1. Platz                             | 2. Platz                                                     | 3. Platz                                                   | Bemerkung |
| ---- | -------------- | ------------------------------------ | ------------------------------------------------------------ | ---------------------------------------------------------- | --------- |
| 1989 |                | Peter Ivars IF Femman                | Reijo Mattinen Lahden Suunnistajat -37                       | Keijo Parkkinen Ylikiimingin Nuijamiehet                   | 3,9 km    |
| 1990 |                | Pekka Nikulainen Angelniemen Ankkuri | Petri Forsman Hiidenkiertäjät                                | Timo Karppinen Lahden Työväen Hiihtäjät                    | 4,4 km    |
| 1991 |                | Sören Nymalm Pargas IF               | Marko Miettinen Espoon Suunta                                | Mikael Boström Lynx                                        | 3,5 km    |
| 1992 |                | Mika Kuisma Angelniemen Ankkuri      | Harri Koski Pargas IF                                        | Petri Forsman Turun Suunnistajat                           | 4,4 km    |
| 1993 |                | Petri Forsman Turun Suunnistajat     | Mikael Boström Lynx                                          | Sören Nymalm Pargas IF Mikko Lepo Kangasalan Kisa          | 3,6 km    |
| 1994 |                | Sören Nymalm Pargas IF               | Timo Karppinen Oulun Tarmo                                   | Kimmo Liljeström Helsingin Suunnistajat                    | 4,6 km    |
| 1995 |                | Timo Karppinen Oulun Tarmo           | Jouni Mähönen Rajamäen Rykmentti                             | Kimmo Liljeström Helsingin Suunnistajat                    | 3,9 km    |
| 1996 |                | Sören Nymalm Pargas IF               | Timo Sivill Suunta-101                                       | Janne Salmi Turun Suunnistajat                             | 4,5 km    |
| 1997 |                | Janne Salmi Turun Suunnistajat       | Mikael Boström Kalevan Rasti                                 | Jouni Mähönen Tampereen Pyrintö                            | 3,7 km    |
| 1998 |                | Mikael Boström Kalevan Rasti         | Jukka Miettinen Helsingin Suunnistajat                       | Simo Martomaa Kalevan Rasti                                | 3,9 km    |
| 1999 |                | Janne Salmi Turun Suunnistajat       | Juha Peltola MS Parma                                        | Jani Lakanen Delta                                         | 4,1 km    |
| 2000 |                | Jani Lakanen Delta                   | Simo Martomaa Kalevan Rasti                                  | Jarmo Puuttonen Tampereen Pyrintö                          | 3,9 km    |
| 2001 |                | Pasi Ikonen SK Pohjantähti           | Jani Lakanen Delta                                           | Walentin Nowikow Delta                                     | 3,8 km    |
| 2002 |                | Jonne Lakanen Delta                  | Ilkka Leppävuori Tampereen Pyrintö                           | Jouni Mähönen Tampereen Pyrintö                            | 4,2 km    |
| 2003 |                | Pasi Ikonen SK Pohjantähti           | Jonne Lakanen Delta                                          | Juha Peltola MS Parma                                      | 4,5 km    |
| 2004 |                | Pasi Ikonen SK Pohjantähti           | Jonne Lakanen Delta                                          | Janne Salmi Turun Suunnistajat                             | 4,3 km    |
| 2005 |                | Jonne Lakanen Vaajakosken Terä       | Jarkko Huovila Halden SK                                     | Jani Lakanen Vaajakosken Terä                              | 4,3 km    |
| 2006 |                | Tero Föhr Vehkalahden Veikot         | Petteri Muukkonen MS Parma                                   | Pasi Ikonen Vaajakosken Terä Jani Lakanen Vaajakosken Terä | 5,9 km    |
| 2007 |                | Thierry Gueorgiou Kalevan Rasti      | Walentin Nowikow Delta                                       | Jonne Lehto Vehkalahden Veikot                             | 6,3 km    |
| 2008 |                | Pasi Ikonen Vaajakosken Terä         | Tero Föhr Vehkalahden Veikot                                 | Walentin Nowikow Delta                                     | 5,5 km    |
| 2009 |                | Topi Anjala Ikaalisten Nouseva Voima | Petteri Muukkonen Vehkalahden Veikot Johan Backman OK Orient |                                                            | 5,4 km    |
| 2010 |                | Kim Fagerudd Paimion Rasti           | Pasi Ikonen Vaajakosken Terä                                 | Jarkko Huovila Tampereen Pyrintö                           | 5,8 km    |
| 2011 |                | Topi Anjala Ikaalisten Nouseva Voima | Thierry Gueorgiou Kalevan Rasti                              | Petteri Muukkonen Vehkalahden Veikot                       | 5,5 km    |
| 2012 |                | Thierry Gueorgiou Kalevan Rasti      | Antti Nurmonen Kalevan Rasti                                 | Simo-Pekka Fincke Kalevan Rasti                            | 5,6 km    |
| 2013 | Äänekoski      | Thierry Gueorgiou Kalevan Rasti      | Leonid Nowikow Hiidenkiertäjät                               | Pasi Ikonen Vaajakosken Terä                               | 5,8 km    |
| 2014 | Joutseno       | Pasi Ikonen Vaajakosken Terä         | Mikko Sirén Angelniemen Ankkuri                              | Olli-Markus Taivainen Pellon Ponsi                         | 5,8 km    |

### Langdistanz
| Jahr | Austragungsort | 1. Platz                                  | 2. Platz                                                 | 3. Platz                                     | Bemerkung |
| ---- | -------------- | ----------------------------------------- | -------------------------------------------------------- | -------------------------------------------- | --------- |
| 1935 |                | Kaj Englund Helsingfors IFK               | Bengt Englund Helsingfors IFK                            | Georg Lindsted Helsingfors IFK               | 13,0 km   |
| 1936 |                | Ingvald Roos Helsingfors IFK              | Jarl Gripenberg Grankulla IFK                            | Olli Veijola Keravan Urheilijat              | 12,0 km   |
| 1937 |                | Runar Alldén IK Örnen                     | Olli Veijola Keravan Urheilijat                          | Erkki Toimela Anjalan Liitto                 | 12,0 km   |
| 1938 |                | Birger Lönberg IK Örnen                   | Ragnar Fröberg Sjudeå IF                                 | Kalervo Kuokkanen Mikkelin Kilpa-Veikot      | 12,0 km   |
| 1939 |                | Paavo Hytti Anjalan Liitto                | Bertel Lönnqvist Grankulla IFK                           | Perh Backman Kervo IB                        | 10,1 km   |
| 1940 |                | Sulo Lehtonen Keravan Urheilijat          | Tor Lindhom Helsingfors IFK                              | Gunnar Alldén Akilles OK                     | 12,5 km   |
| 1941 |                | nicht ausgetragen                         | nicht ausgetragen                                        | nicht ausgetragen                            |           |
| 1942 |                | Tauni Luostarinen Lahden Suunnistajat -37 | Jarl Gripenberg Grankulla IFK                            | Sven Alldén LTor                             | 12,5 km   |
| 1943 |                | Jarl Gripenberg Grankulla IFK             | V. Kaivonen Sot.yks.                                     | Erik Hedberg IK Örnen                        | 11,5 km   |
| 1944 |                | Tor Lindholm Helsingfors IFK              | Jouko Sjögren Keravan Urheilijat                         | Jarl Mattsson Helsingfors IFK                | 11,0 km   |
| 1945 |                | Ragnar Fröberg Sjundeå IF                 | Helge Grönholm Grankulla IFK                             | Birger Lönberg IK Örnen                      | 12,5 km   |
| 1946 |                | Eetu Merus Ekenäs IF                      | Perh Backman Kervo IB                                    | Einar Dahl Akilles OK                        | 11,0 km   |
| 1947 |                | Olavi Mannonen Elannon Isku               | Erkki Aro Helsingin Suunnistajat                         | Olof Lindqvist IK Örnen                      | 13,0 km   |
| 1948 |                | Leo Backman IK Örnen                      | Perh Backman Kervo IB                                    | Henry Sell IK Örnen                          | 13,3 km   |
| 1949 |                | Erkki Aro Helsingin Suunnistajat          | Runo Harmo Helsingin Suunnistajat                        | Toivo Oja Lahden Suunnistajat -37            | 12,3 km   |
| 1950 |                | Jarl Gripenberg Grankulla IFK             | Erkki Aro Helsingin Suunnistajat                         | Hannu Arola Kauvatsan Ponteva                | 12,2 km   |
| 1951 |                | Arvo Ek Helsingin Suunnistajat            | Tor Korsman IF Brahe                                     | Olavi Nokelainen Jyväskylän Kenttäurheilijat | 13,1 km   |
| 1952 |                | Pekka Kokkonen TE                         | Heikki Järvelä HeKu                                      | Erkki Aro Helsingin Suunnistajat             | 13,1 km   |
| 1953 |                | Erkki Aro Helsingin Suunnistajat          | Arvo Ek Helsingin Suunnistajat                           | Leo Backman IK Örnen                         | 14,0 km   |
| 1954 |                | Aimo Tepsell Gamlakarleby IF              | Reino Tuumi Kiukaisten Urheilijat                        | Erkki Aro Helsingin Suunnistajat             | 14,0 km   |
| 1955 |                | Aimo Tepsell Gamlakarleby IF              | Juhani Salmenkylä Helsingin Suunnistajat                 | Leo Backman IK Örnen                         | 14,7 km   |
| 1956 |                | Aimo Tepsell Gamlakarleby IF              | Erkki Aro Helsingin Suunnistajat                         | Johan Nordback Närpes OK                     | 14,0 km   |
| 1957 |                | Harri Rantala Suunta-Sepot                | Tor Korsman IF Brahe                                     | Mauri Penttilä Hämeenlinnan Suunnistajat     | 14,0 km   |
| 1958 |                | Juhani Salmenkylä Helsingin Suunnistajat  | Jouko Kattelus Tampereen Kilpa-Veljet                    | Aimo Tepsell Gamlakarleby IF                 | 14,9 km   |
| 1959 |                | Juhani Salmenkylä Helsingin Suunnistajat  | Matti Huttunen Lahden Suunnistajat -37                   | Göran Ström Gamlakarleby IF                  | 14,7 km   |
| 1960 |                | Aarne Neuvonen Hämeenlinnan Suunnistajat  | Aimo Tepsell Gamlakarleby IF                             | Aulis Kivistö Asikkalan Raikas               | 15,0 km   |
| 1961 |                | Erkki Kohvakka Kangasalan Urheilijat      | Jouko Nikulainen Turun Suunnistajat                      | Kalervo Laurila Tampereen Poliisi-Urheilijat | 14,8 km   |
| 1962 |                | Aimo Tepsell Gamlakarleby IF              | Rolf Koskinen IK Örnen                                   | Osmo Tepsell Gamlakarleby IF                 | 15,0 km   |
| 1963 |                | Esko Vainio Asikkalan Raikas              | Aimo Tepsell Gamlakarleby IF                             | Juhani Salmenkylä Helsingin Suunnistajat     | 16,0 km   |
| 1964 |                | Juhani Salmenkylä Helsingin Suunnistajat  | Matti Rantala Tampereen Poliisi-Urheilijat               | Aimo Tepsell Gamlakarleby IF                 | 16,0 km   |
| 1965 |                | Juhani Salmenkylä Helsingin Suunnistajat  | Aimo Tepsell Gamlakarleby IF                             | Heikki Lahti Helsingin Poliisi-Voimailijat   | 14,5 km   |
| 1966 |                | Jorma Ruutila Laihian Liitto-Urheilijat   | Aimo Tepsell Gamlakarleby IF                             | Ossi Jähi Hollolan Urheilijat -46            | 16,0 km   |
| 1967 |                | Pauli Reunamäki Tampereen Koo-Vee         | Markku Salminen Helsingin Suunnistajat                   | Yrjö Nikkinen Helsingin Poliisi-Voimailijat  | 16,1 km   |
| 1968 |                | Veikko Pallari Iin Urheilijat             | Raine Rantala Turun Suunnistajat                         | Hannu Lindstedt KankpU                       | 14,5 km   |
| 1969 |                | Veikko Kostiainen Keravan Urheilijat      | Markku Jokela Piikkiön Kehitys                           | Veijo Tahvanainen Asikkalan Raikas           | 14,0 km   |
| 1970 |                | Raine Rantala Turun Suunnistajat          | Raimo Nissi Maarian Mahti                                | Tuomo Peltola Liedon Parma                   | 15,3 km   |
| 1971 |                | Ahti Karvonen Enonkosken Urheilijat       | Veikko Kostiainen Keravan Urheilijat                     | Vilho Pollari Saarijärven Pullistus          | 12,5 km   |
| 1972 |                | Veikko Kostiainen Keravan Urheilijat      | Raimo Nissi Maarian Mahti                                | Tuomo Peltola Liedon Parma                   | 12,8 km   |
| 1973 |                | Risto Nuuros Suomusjärven Sisu            | Veikko Kostiainen Keravan Urheilijat                     | Jouni Keskinarkaus Ounasvaaran Hiihtoseura   | 13,0 km   |
| 1974 |                | Hannu Mäkirinta Alavuden Urheilijat       | Veijo Parviainen Keravan Urheilijat                      | Heimo Taskinen Kangasniemen Kalske           | 12,1 km   |
| 1975 |                | Hannu Kurppa Helsingin NMKY               | Hannu Mäkirinta Alavuden Urheilijat                      | Reino Hotti Helsingin Suunnistajat           | 13,5 km   |
| 1976 |                | Erkki Nuuttila Ikaalisten Nouseva Voima   | Hannu Mäkirinta Alavuden Urheilijat                      | Hannu Kurppa Helsingin NMKY                  | 15,8 km   |
| 1977 |                | Simo Nurminen Kankaataan Kisa             | Jorma Karvonen Simpeleen Urheilijat                      | Heikki Pusa Lappeen Riento                   | 14,0 km   |
| 1978 |                | Jorma Karvonen Simpeleen Urheilijat       | Simo Nurminen Kankaataan Kisa                            | Hannu Kurppa Järvenpään Palo                 | 14,8 km   |
| 1979 |                | Timo Harju Helsingin NMKY                 | Jukka Mäkinen Kankaataan Kisa                            | Esa Turunen Iisu                             | 15,5 km   |
| 1980 |                | Seppo Rytkönen Sumiaisten Kunto           | Markku Jauhiainen Kankaanpään Suunnistajat               | Juha Rantoja Alavuden Urheilijat             | 12,8 km   |
| 1981 |                | Ari Anjala Kangasalan Kisa                | Seppo Rytkönen Sumiaisten Kunto                          | Hannu Kottonen Liedon Parma                  | 13,8 km   |
| 1982 |                | Kari Sallinen Rasti-Vihti                 | Hannu Kottonen Liedon Parma                              | Heikki Peltola Kouvolan Rasti                | 14,0 km   |
| 1983 |                | Kari Sallinen Rasti-Vihti                 | Hannu Pulli Kalevan Rasti                                | Pekka Jokimies Vehkalahden Veikot            | 14,6 km   |
| 1984 |                | Pekka Nikulainen Angelniemen Ankkuri      | Hannu Kurppa Helsingin NMKY                              | Seppo Rytkönen Sumiaisten Kunto              | 15,4 km   |
| 1985 |                | Jorma Nissilä Lohtajan Veikot             | Kari Sallinen Hiidenkiertäjät                            | Taisto Kemppainen Iisu                       | 15,4 km   |
| 1986 |                | Kari Sallinen Hiidenkiertäjät             | Jussi Mannila Kangasalan Kisa                            | Jari Kymäläinen Helsingin NMKY               | 15,8 km   |
| 1987 |                | Markku Jauhiainen Liedon Parma            | Jarmo Tonder Kalevan Rasti                               | Kari Sallinen Hiidenkiertäjät                | 14,1 km   |
| 1988 |                | Ari Antas Hyvinkään Ponteva               | Timo Karppinen Lahden Työväen Hiihtäjät                  | Jussi Mannila Kangasalan Kisa                | 13,5 km   |
| 1989 |                | Ari Anjala Ikaalisten Nouseva Voima       | Timo Karppinen Lahden Työväen Hiihtäjät                  | Arto Holappa Ylikiimingin Nuijamiehet        | 16,4 km   |
| 1990 |                | Pekka Nikulainen Angelniemen Ankkuri      | Reijo Mattinen Lahden Suunnistajat -37                   | Timo Mäkelä                                  | 13,3 km   |
| 1991 |                | Mika Kuisma Angelniemen Ankkuri           | Kenneth Cederberg IF Femman                              | Olli Turakainen Kalevan Rasti                | 15,3 km   |
| 1992 |                | Kenneth Cederberg IF Femman               | Markku Kaartinen Angelniemen Ankkuri                     | Timo Karppinen Lahden Työväen Hiihtäjät      | 13,0 km   |
| 1993 |                | Petri Forsman Turun Suunnistajat          | Timo Karppinen Oulun Tarmo                               | Kimmo Liljeström Helsingin Suunnistajat      | 12,5 km   |
| 1994 |                | Timo Karppinen Oulun Tarmo                | Petri Forsman Turun Suunnistajat                         | Reijo Mattinen Rajamäen Rykmentti            | 13,6 km   |
| 1995 |                | Juha Miettinen Espoon Suunta              | Janne Salmi Turun Suunnistajat                           | Timo Karppinen Oulun Tarmo                   | 13,7 km   |
| 1996 |                | Mikael Donner OK 77                       | Arto Holappa Ylikiimingin Nuijamiehet                    | Jarmo Puttonen                               | ??? km    |
| 1997 |                | Jani Lakanen Delta                        | Timo Karppinen SK Pohjantähti                            | Mikael Boström Kalevan Rasti                 | 13,4 km   |
| 1998 |                | Kenneth Cederberg Pargas IF               | Juha Peltola Liedon Parma                                | Jarkko Huovila Delta                         | 13,5 km   |
| 1999 |                | Juha Peltola MS Parma                     | Janne Salmi Turun Suunnistajat                           | Timo Karppinen SK Pohjantähti                | 15,7 km   |
| 2000 |                | Jani Lakanen Delta                        | Mats Haldin IF Femman                                    | Janne Salmi Turun Suunnistajat               | 14,0 km   |
| 2001 |                | Jani Lakanen Delta                        | Jonne Lakanen Delta                                      | Svante Nilsson OK 77                         | 13,3 km   |
| 2002 |                | Jani Lakanen Delta                        | Harri Romppanen                                          | Mats Haldin Halden SK                        | 13,0 km   |
| 2003 |                | Thierry Gueorgiou Kalevan Rasti           | Antti Harju Kalevan Rasti                                | Janne Salmi Turun Suunnistajat               | 14,4 km   |
| 2004 |                | Jani Lakanen Delta                        | Petteri Muukkonen MS Parma                               | Miika Hernelahti Delta                       | 15,4 km   |
| 2005 |                | Jani Lakanen Vaajakosken Terä             | Jonne Lakanen Vaajakosken Terä Petri Saari Lapuan Virkiä |                                              | 12,6 km   |
| 2006 |                | Jani Lakanen Vaajakosken Terä             | Pasi Ikonen Vaajakosken Terä                             | Petteri Muukkonen MS Parma                   | 13,3 km   |
| 2007 |                | Jörgen Vickholm IF Sibbo-Vargarna         | Simo Martomaa Kalevan Rasti                              | Pasi Ikonen Vaajakosken Terä                 | 13,1 km   |
| 2008 |                | Tero Föhr Vehkalahden Veikot              | Jonne Lakanen Vaajakosken Terä                           | Topi Anjala Ikaalisten Nouseva Voima         | 13,7 km   |
| 2009 |                | Jani Lakanen Vaajakosken Terä             | Simo Martomaa Kalevan Rasti                              | Johan Backman OK Orient                      | 13,2 km   |
| 2010 |                | Pasi Ikonen Vaajakosken Terä              | Petteri Muukkonen Vehkalahden Veikot                     | Olli-Markus Taivainen Pellon Ponsi           | 13,9 km   |
| 2011 |                | Thierry Gueorgiou Kalevan Rasti           | Topi Anjala Ikaalisten Nouseva Voima                     | Tero Föhr Vehkalahden Veikot                 | 16,5 km   |
| 2012 |                | Fredric Portin Paimion Rasti              | Simo-Pekka Fincke Kalevan Rasti                          | Jani Lakanen Vaajakosken Terä                | 14,0 km   |
| 2013 | Syöte          | Thierry Gueorgiou Kalevan Rasti           | Timo Sild Hiidenkiertäjät                                | Jani Lakanen Vaajakosken Terä                | 14,8 km   |

### Ultralangdistanz
| Jahr | Austragungsort | 1. Platz                                | 2. Platz                                | 3. Platz                                     | Bemerkung |
| ---- | -------------- | --------------------------------------- | --------------------------------------- | -------------------------------------------- | --------- |
| 1962 |                | Erkki Kohvakka Kangasalan Urheilijat    | Aimo Tepsell Gamlakarleby IF            | Esko Vainio Asikkalan Raikas                 | 25,0 km   |
| 1963 |                | Erkki Kohvakka Kangasalan Urheilijat    | Veikko Hakulinen Jämsänkosken Ilves     | Pekka Kokkonen Eräk                          | 25,0 km   |
| 1964 |                | Aulis Kivistö Asikkalan Raikas          | Erkki Kohvakka Kangasalan Urheilijat    | Pentti Salo XYZ                              | 25,0 km   |
| 1965 |                | Aimo Tepsell Gamlakarleby IF            | Stig Österholm IF Sibbo-Vargarna        | Pauli Siitonen Helsingin Poliisi-Voimailijat | 25,0 km   |
| 1966 |                | Heino Asikainen Lahden Suunnistajat -37 | Raimo Nissi Maarian Mahti               | Pauli Siitonen Helsingin Poliisi-Voimailijat | 25,0 km   |
| 1967 |                | Markku Salminen Helsingin Suunnistajat  | Pauli Reunamäki Tampereen Koovee        | Rolf Koskinen IK Örnen                       | 25,0 km   |
| 1968 |                | Markku Salminen Helsingin Suunnistajat  | Antti Savela Rajamäen Rykmentti         | Tuomo Peltola Liedon Parma                   | 25,0 km   |
| 1969 |                | Erkki Oikarinen Paltamon Urheilijat     | Veikko Kostiainen Keravan Urheilijat    | Tuomo Peltola Liedon Parma                   | 25,0 km   |
| 1970 |                | Seppo Jukkola Gamlakarleby IF           | Arvo Jonkka Porin Tarmo                 | Markku Salminen Helsingin Suunnistajat       | 25,0 km   |
| 1971 |                | Veijo Tahvanainen Asikkalan Raikas      | Jorma Karvonen Joutsenon Kullervo       | Seppo Jukkola Gamlakarleby IF                | 24,5 km   |
| 1972 |                | Tuomo Peltola Liedon Parma              | Markku Oksanen Jämsän Retki-Veikot      | Risto Orpana Helsingin NMKY                  | 24,1 km   |
| 1973 |                | Erkki Oikarinen Kangasniemen Kalske     | Markku Salminen Helsingin Suunnistajat  | Matti Mäkinen Angelniemen Ankkuri            | 25,4 km   |
| 1974 |                | Markku Salminen Helsingin Suunnistajat  | Simo Nurminen Ikaalisten Nouseva Voima  | Tuoma Peltola Liedon Parma                   | 24,6 km   |
| 1975 |                | Simo Nurmi Ikaalisten Nouseva Voima     | Ahti Karvinen Enonkosken Urheilijat     | Veikko Kostiainen Keravan Urheilijat         | 24,2 km   |
| 1976 |                | Markku Salminen Järvenpään Palo         | Matti Mäkinen Angelniemen Ankkuri       | Kimmo Rauhamäki Ikaalisten Nouseva Voima     | 25,3 km   |
| 1977 |                | Risto Nuuros Suomusjärven Sisu          | Markku Salminen Järvenpään Palo         | Pentti Rautavuo Asikkalan Raikas             | 25,7 km   |
| 1978 |                | Timo Harju Helsingin NMKY               | Hannu Kottonen Liedon Parma             | Simo Nurminen Kankaataan Kisa                | 24,0 km   |
| 1979 |                | Esa Turunen Iisu                        | Timo Harju Helsingin NMKY               | Heimo Taskinen Kangasniemen Kalske           | 24,8 km   |
| 1980 |                | Simo Nurminen Kankaataan Kisa           | Osmi Siven Ikaalisten Nouseva Voima     | Hannu Kurppa Järvenpään Palo                 | 23,3 km   |
| 1981 |                | Simo Nurminen Kankaataan Kisa           | Hannu Kottonen Liedon Parma             | Heikki Peltola Kouvolan Rasti                | 25,2 km   |
| 1982 |                | Hannu Kottonen Liedon Parma             | Ari Yli-Kaatiala Kuortaneen Kunno       | Urho Kujala Liedon Parma                     | 24,4 km   |
| 1983 |                | Pekka Jokimies Vehkalahden Veikot       | Pekka Nikulainen Angelniemen Ankkuri    | Arto Virtala Pargas IF                       | 25,0 km   |
| 1984 |                | Pasi Raukko Tampereen Pyrintö           | Esa Turunen Iisu                        | Jukka-Pekka Rantio Hauhon Sisu               | 24,0 km   |
| 1985 |                | Pekka Nikulainen Angelniemen Ankkuri    | Pasi Raukko Tampereen Pyrintö           | Mika Ruuhiala Kalevan Rasti                  | 23,1 km   |
| 1986 |                | Taisto Kemppainen Iisu                  | Teemu Helppolainen Pargas IF            | Raimo Tolonen Iisu                           | 23,2 km   |
| 1987 |                | Kari Sallinen Hiidenkiertäjät           | Ari Anjala Ikaalisten Nouseva Voima     | Markku Kaartinen Angelniemen Ankkuri         | 21,0 km   |
| 1988 |                | Timo Karppinen Lahden Työväen Hiihtäjät | Markku Jauhiainen Liedon Parma          | Ari Kattainen Helsingin NMKY                 | 23,0 km   |
| 1989 |                | Ari Anjala Ikaalisten Nouseva Voima     | Reijo Marttinen Lahden Suunnistajat -37 | PeterIvars IF Femman                         | 24,2 km   |
| 1990 |                | Ari Anjala Ikaalisten Nouseva Voima     | Mika Kuisma Juvan Urheilijat            | Keijo Parkkinen Oulun NMKY                   | 23,0 km   |
| 1991 |                | Ari Anjala Tampereen Pyrintö            | Jarmo Tonder Ruokolahden Suunnistajat   | Janne Salmi Turun Suunnistajat               | 23,0 km   |
| 1992 |                | Keijo Parkkinen Oulun NMKY              | Ari Anjala Tampereen Pyrintö            | Kenneth Cederberg IF Femman                  | 22,5 km   |
| 1993 |                | Keijo Parkkinen Oulun NMKY              | Mikael Donner OK 77                     | Leo Pyymäki Rastikarhut                      | 22,9 km   |
| 1994 |                | Mika Kuisma Angelniemen Ankkuri         | Reijo Mattinen Rajamäen Rykmentti       | Kenneth Cederberg IF Femman                  | 23,3 km   |
| 1995 |                | Janne Salmi Turun Suunnistajat          | Petri Forsman Turun Suunnistajat        | Riku Rintanen Kangasala SK                   | 22,4 km   |
| 1996 |                | Janne Salmi Turun Suunnistajat          | Jarmo Reiman Angelniemen Ankkuri        | Mikael Donner OK 77                          | 22,7 km   |
| 1997 |                | Sören Nymalm Pargas IF                  | Mats Haldin IF Femman                   | Janne Salmi Turun Suunnistajat               | 24,9 km   |
| 1998 |                | Janne Salmi Turun Suunnistajat          | Kenneth Cederberg Pargas IF             | Jan Donner OK 77                             | 24,3 km   |
| 1999 |                | Janne Salmi Turun Suunnistajat          | Teuvo Heimonen SK Pohjantähti           | Jani Lakanen Delta                           | 24,9 km   |
| 2000 |                | Jouni Kahelin Tampereen Pyrintö         | Janne Salmi Turun Suunnistajat          | Jani Lakanen Delta                           | 22,9 km   |
| 2001 |                | Janne Salmi Turun Suunnistajat          | Mats Haldin IF Femman                   | Pasi Ikonen SK Pohjantähti                   | 23,5 km   |
| 2002 |                | Marius Mazulis Ikaalisten Nouseva Voima | Simo Martomaa Kalevan Rasti             | Risto Haikonen Navi Mikkeli                  | 25,8 km   |
| 2003 |                | Petteri Muukkonen MS Parma              | Tommi Tölkkö Kalevan Rasti              | Mats Dahlén Pargas IF                        | 23,7 km   |
| 2004 |                | Manu Mutka Turun Metsänkävijät          | Simo Martomaa Kalevan Rasti             | Tuomas Tervo Rajamäen Rykmentti              | 24,0 km   |
| 2005 |                | Petteri Muukkonen MS Parma              | Simo Martomaa Kalevan Rasti             | Topi Anjala Ikaalisten Nouseva Voima         | 22,7 km   |
| 2006 |                | Samuli Launiainen Kalevan Rasti         | Markus Lindeqvist Paimion Rasti         | Topi Anjala Ikaalisten Nouseva Voima         | 22,3 km   |
| 2007 |                | Jarkko Huovila Tampereen Pyrintö        | Petteri Muukkonen MS Parma              | Jarno Parkkinen Rajamäen Rykmentti           | 25,1 km   |
| 2008 |                | Vesa Taanila Ikaalisten Nouseva Voima   | Mats Dahlén Paimion Rasti               | Mikael Fabritius OK Orient                   | 26,3 km   |
| 2009 |                | Mats Haldin IFK Göteborg                | Esa Huttunen IK Orient                  | Pasi Ikonen Vaajakosken Terä                 | 23,8 km   |
| 2010 |                | Petteri Muukkonen Vehkalahden Veikot    | Antti Parjanne Lynx                     | Fredric Portin IF Brahe                      | 26,8 km   |
| 2011 |                | Petteri Muukkonen Vehkalahden Veikot    | Kiril Nikolow Kalevan Rasti             | Pasi Ikonen Vaajakosken Terä                 | 25,9 km   |
| 2012 |                | Mikko Patanan Ikaalisten Nouseva Voima  | Simo-Pekka Fincke Kalevan Rasti         | Einari Heinaro Helsingin Suunnistajat        | 28,2 km   |
| 2013 |                | Jonne Lakanen Vaajakosken Terä          | Vesa Taanila Ikaalisten Nouseva Voima   | Jarno Parkkinen Rajamäen Rykmentti           | 23,7 km   |

### Nacht
| Jahr | Austragungsort | 1. Platz                                     | 2. Platz                                     | 3. Platz                                   | Bemerkung |
| ---- | -------------- | -------------------------------------------- | -------------------------------------------- | ------------------------------------------ | --------- |
| 1955 |                | Arvo Ek Helsingin Suunnistajat               | Matti Salmenkylä Helsingin Suunnistajat      | Mårten Weurlander Esbo IF                  | 11,8 km   |
| 1956 |                | Leo Backman IK Örnen                         | Osmo Niemelä Vimpelin Veto                   | Aimo Tepsell Gamlakarleby IF               | 12,5 km   |
| 1957 |                | Harri Rantala Suunta-Sepot                   | Gustav Kronholm IF Brahe                     | Juhani Salmenkylä Helsingin Suunnistajat   | 12,1 km   |
| 1958 |                | Kimmo Lehtinen Helsingin Poliisi-Voimailijat | Raimo Tuumi Kiukaisten Urheilijat            | Leo Backman IK Örnen                       | 12,0 km   |
| 1959 |                | Pekka Kokkonen Eräk                          | Immo Lehtinen Helsingin Poliisi-Voimailijat  | Aulis Kivistö Asikkalan Raikas             | 12,8 km   |
| 1960 |                | Reijo Kivistö Turun Suunnistajat             | Rolf Törrönen IF Sibbo-Vargarna              | Aulis Kivistö Asikkalan Raikas             | 12,2 km   |
| 1961 |                | Aulis Kivistö Asikkalan Raikas               | Esko Vainio Asikkalan Raikas                 | Erkki Martikainen LaSa                     | 13,9 km   |
| 1962 |                | Erkki Kohvakka Kangasalan Urheilijat         | Aimo Tepsell Gamlakarleby IF                 | Hannu Virtanen Tampereen Pyrintö           | 13,2 km   |
| 1963 |                | Erkki Kohvakka Kangasalan Urheilijat         | Osmo Osola Kymin Suunnistajat                | Aimo Tepsell Gamlakarleby IF               | 13,2 km   |
| 1964 |                | Alpo Nisula Eräpirkat                        | Aarne Neuvonen Hämeenlinnan Suunnistajat     | Reijo Rytkölä IF Sibbo-Vargarna            | 12,3 km   |
| 1965 |                | Erkki Kohvakka Kangasalan Urheilijat         | Rolf Törrönen IF Sibbo-Vargarna              | Bo Wiik IF Sibbo-Vargarna                  | 11,5 km   |
| 1966 |                | Erkki Kohvakka Kangasalan Urheilijat         | Tapani Rautavuo Asikkalan Raikas             | Lars Ingman IF Sibbo-Vargarna              | 11,6 km   |
| 1967 |                | Veijo Tahvanainen Asikkalan Raikas           | Seppo Rajanen Tampereen Pyrintö              | Pauli Reunamäki Tampereen Koo-Vee          | 12,3 km   |
| 1968 |                | Risto Sirola Keravan Urheilijat              | Seppo Reivonen Turun Suunnistajat            | Arvo Jonkka Porin Tarmo                    | 12,3 km   |
| 1969 |                | Seppo Kaasalainen LaKi                       | Matti Nurminen Hämeenlinnan Tarmo            | Risto Sirola Keravan Urheilijat            | 13,2 km   |
| 1970 |                | Markku Salminen Helsingin Suunnistajat       | Kalervo Laurila Tampereen Poliisi-Urheilijat | Timo Peltola Liedon Parma                  | 12,5 km   |
| 1971 |                | Reijo Kujansuu Tampereen Koo-Vee             | Risto Sirola Keravan Urheilijat              | Timo Lehtonen Helsingin NMKY               | 12,4 km   |
| 1972 |                | Veijo Tahvanainen Asikkalan Raikas           | Risto Sirola Keravan Urheilijat              | Risto Orpana Helsingin NMKY                | 11,0 km   |
| 1973 |                | Markku Salminen Helsingin Suunnistajat       | Hannu Mäkiranta Alavuden Urheilijat          | Timo Lehtonen Helsingin NMKY               | 12,2 km   |
| 1974 |                | Risto Orpana Sahalahden Kunto                | Veijo Parviainen Keravan Urheilijat          | Hannu Mäkirinta Alavuden Urheilijat        | 10,9 km   |
| 1975 |                | Hannu Mäkirinta Alavuden Urheilijat          | Pekka Rytkönen Pihkaniskat                   | Markku Salminen Järvenpään Palo            | 12,2 km   |
| 1976 |                | Hannu Kurppa Helsingin NMKY                  | Jussi Salusvuori Angelniemen Ankkuri         | Risto Orpana Hämeenlinnan Tarmo            | 11,4 km   |
| 1977 |                | Hannu Kurppa Järvenpään Palo                 | Timo Peltola Liedon Parma                    | Tarmo Mäkeläinen Liedon Parma              | 11,9 km   |
| 1978 |                | Jussi Salusvuori Angelniemen Ankkuri         | Risto Orpana Asikkalan Raikas                | Heikki Hautala Kauhavan Visa               | 12,2 km   |
| 1979 |                | Ari Anjala Kangasalan Kisa                   | Timo Peltola Liedon Parma                    | Timo Ottela Mesikämmenet                   | 12,0 km   |
| 1980 |                | Hannu Kurppa Järvenpään Palo                 | Heikki Hautala Kauhavan Visa                 | Mikko Mannonen Angelniemen Ankkuri         | 12,5 km   |
| 1981 |                | Hannu Pulli Lappeen Riento                   | Veikko Loukonen Piikkiön Kehitys             | Hannu Kurppa Järvenpään Palo               | 11,8 km   |
| 1982 |                | Kari Sallinen Rasti-Vihti                    | Ari Anjala Ikaalisten Nouseva Voima          | Esa Nikkanen Kouvolan Rasti                | 11,8 km   |
| 1983 |                | Mika Ruuhiala Kalevan Rasti                  | Ilari Grönholm Kannonkosken Kiho             | Risto Metsälä Rastikarhut                  | 12,9 km   |
| 1984 |                | Juha Rantoja Alavuden Urheilijat             | Ari Yli-Kaartiala Kuortaneen Kunno           | Kari Sallinen Hiidenkiertäjät              | 12,5 km   |
| 1985 |                | Ari Anjala Ikaalisten Nouseva Voima          | Mika Ruuhiala Kalevan Rasti                  | Timo Helppolainen Pargas IF                | 12,7 km   |
| 1986 |                | Keijo Parkkinen Ylikiimingin Nuijamiehet     | Esa Helin Liedon Parma                       | Roald von Schoultz Pargas IF               | 13,3 km   |
| 1987 |                | Ari Kattainen Helsingin NMKY                 | Jukka-Pekka Rantio Hauhon Sisu               | Keijo Parkkinen Ylikiimingin Nuijamiehet   | 11,8 km   |
| 1988 |                | Ari Kattainen Helsingin NMKY                 | Jukka-Pekka Rantio Hauhon Sisu               | Timo Karppinen Lahden Työväen Hiihtäjät    | 12,6 km   |
| 1989 |                | Hannu Pulli Lappeen Riento                   | Timo Karppinen Lahden Työväen Hiihtäjät      | Ilkka Sihvola Helsingin NMKY               | 12,0 km   |
| 1990 |                | Tuomo Haanpää Tampereen Pyrintö              | Timo Karppinen Lahden Työväen Hiihtäjät      | Marko Loukkalahti Kankaanpään Suunnistajat | 12,1 km   |
| 1991 |                | Timo Karppinen Lahden Työväen Hiihtäjät      | Sören Nymalm Pargas IF                       | Mika Kuisma Angelniemen Ankkuri            | 12,0 km   |
| 1992 |                | Mikael Boström                               | Tuomo Haanpää Tampereen Pyrintö              | Sören Nymalm Pargas IF                     | 12,5 km   |
| 1993 |                | Jouni Hannula Turun Suunnistajat             | Jussi Silvennoinen Kalevan Rasti             | Timo Karppinen Oulun Tarmo                 | 13,2 km   |
| 1994 |                | Ari Heinola Kangasala SK                     | Jouni Hannula Turun Suunnistajat             | Timo Sivill Suunta-101                     | 12,7 km   |
| 1995 |                | Lasse Torpo Rajamäen Rykmentti               | Mikael Boström Lynx                          | Janne Salmi Turun Suunnistajat             | 11,9 km   |
| 1996 |                | Mikael Boström Kalevan Rasti                 | Jussi Aumo Lynx                              | Tommi Tölkkö Turun Suunnistajat            | 12,4 km   |
| 1997 |                | Mikael Boström Kalevan Rasti                 | Jarmo Reiman Angelniemen Ankkuri             | Jouni Mähönen Tampereen Pyrintö            | 12,6 km   |
| 1998 |                | Mikko Hölsö Turun Suunnistajat               | Sören Nymalm Pargas IF                       | Petri Noponen Anttolan Urheilijat          | 12,5 km   |
| 1999 |                | Sören Nymalm Pargas IF                       | Mikael Boström Kalevan Rasti                 | Harri Romppanen KRt                        | 12,5 km   |
| 2000 |                | Miika Hernelahti Delta                       | Tommi Tölkkö Kalevan Rasti                   | Jarmo Puttonen Tampereen Pyrintö           | 13,0 km   |
| 2001 |                | Marius Mazulis Ikaalisten Nouseva Voima      | Marko Väisänen Rajamäen Rykmentti            | Mikael Boström Kalevan Rasti               | 13,0 km   |
| 2002 |                | Miika Hernelahti Delta                       | Mikko Väisänen Navi                          | Janne Virtanen Paimion Rasti               | 12,8 km   |
| 2003 |                | Jani Lakanen Delta                           | Timo Saarinen Valkeakosken Haka              | Pasi Ikonen SK Pohjantähti                 | 13,1 km   |
| 2004 |                | Timo Saarinen Valkeakosken Haka              | Miika Hernelahti Delta                       | Jani Virta Kangasala SK                    | 11,5 km   |
| 2005 |                | Tuomas Tervo Rajamäen Rykmentti              | Jarkko Liuha Vehkalahden Veikot              | Petri Noponen Delta                        | 13,1 km   |
| 2006 |                | Simo Martomaa Kalevan Rasti                  | Jarkko Huovila                               | Timo Saarinen Tampereen Pyrintö            | 12,9 km   |
| 2007 |                | Thierry Gueorgiou Kalevan Rasti              | Matthias Merz Rajamäen Rykmentti             | Tero Föhr Vehkalahden Veikot               | 12,3 km   |
| 2008 |                | Timo Saarinen Tampereen Pyrintö              | Vesa Taanila Ikaalisten Nouseva Voima        | Antti Nurmonen                             | 12,2 km   |
| 2009 |                | Esa Huttunen Orient                          | Oskari Liukkonen Delta                       | Pasi Ikonen Vaajakosken Terä               | 12,8 km   |
| 2010 |                | Leo Laakkonen Tampereen Pyrintö              | Antti Nurmonen Kalevan Rasti                 | Aapo Leskinen Lynx                         | 12,9 km   |
| 2011 |                | Olli-Markus Taivainen Pellon Ponsi           | Janne Heikka Tampereen Pyrintö               | Timo Sild Delta                            | 12,0 km   |
| 2012 |                | Antti Nurmonen Kalevan Rasti                 | Simo-Pekka Fincke Kalevan Rasti              | Antti Parjanne Lynx                        | 13,1 km   |
| 2013 | Alastaro       | Mikko Sirén Angelniemen Ankkuri              | Antti Parjanne Lynx                          | Severi Kymäläinen Tampereen Pyrintö        | 11,7 km   |

### Staffel
| Jahr | Austragungsort | 1. Platz                                                                                | 2. Platz                                                                              | 3. Platz                                                                                      | Bemerkung |
| ---- | -------------- | --------------------------------------------------------------------------------------- | ------------------------------------------------------------------------------------- | --------------------------------------------------------------------------------------------- | --------- |
| 1936 |                | Helsingfors IFK Bengt Englund Dag Englund Kaj Englund                                   | Helsingfors IFK II Oskar Hakulin Göran Englund Torsten Berg                           | Helsingfors IFK III Harald Eklund Sven Roos Ingvald Roos                                      |           |
| 1937 |                | Grankulla IFK Lars Gripenberg Carl-Edvard Borg Jarl Gripenberg                          | ViiAU Olavi Larkas E. Tikkanen Roine Pallasvuo                                        | ViiAU II Pekka Sainio Metsä Hietala                                                           |           |
| 1938 |                | Helsingfors IFK Göran Englund Kaj Englund Bengt Englund                                 | Grankulla IFK H. Ahlefelt Carl-Edvard Borg Jarl Gripenberg                            | IK Örnen Börje Malmström Birger Lönnberg Runar Allden                                         |           |
| 1939 |                | nicht ausgetragen                                                                       | nicht ausgetragen                                                                     | nicht ausgetragen                                                                             |           |
| 1940 |                | Keravan Urheilijat Vesa Laasonen Sulo Lehtonen Olli Veijola                             | Keravan Urheilijat II Petri Kytömaa Erkki Petänen Arvo Kallio                         | IK Örnen Nils Takolander Hjalle Syrjänen Raymond Sell                                         |           |
| 1941 |                | nicht ausgetragen                                                                       | nicht ausgetragen                                                                     | nicht ausgetragen                                                                             |           |
| 1942 |                | nicht ausgetragen                                                                       | nicht ausgetragen                                                                     | nicht ausgetragen                                                                             |           |
| 1943 |                | Keravan Urheilijat Vesa Laasonen Arvo Kallio Olli Veijola                               | Keravan Urheilijat II Osmo Vainio Kauko Vainio Tenho Vainio                           | Keravan Urheilijat III Sulo Lehtonen Osmo Viitanen Väinö Nurmimaa                             |           |
| 1944 |                | Helsingfors IFK Tor Lindholm Kurt Wires Jarl Mattsson                                   | Helsingfors IFK II Henrik Pelin Birger Lönnberg Harry Holmberg                        | Helsingfors IFK III Kaj Englund Dag Englund Bengt Englund                                     |           |
| 1945 |                | Helsingin Suunnistajat Reino Saastamoinen Runo Heurlin Erkki Seväkivi                   | Grankulla IFK Helge Grönholm Martin Lönnqvist Jarl Gripenberg                         | Helsingin Suunnistajat II Tapani Ahtola Eino Huuhka Aarne Salminen                            |           |
| 1946 |                | Kervo IB Osvald Björklöf Frans Krogell Perh Backman                                     | Helsingfors IFK Sven Roos Rolf Wikström Carl-Henrik Fager                             | Vimpelin Veto Osmo Niemelä Jorma Kyyhkynen Aimo Niemelä                                       |           |
| 1947 |                | Grankulla IFK Helge Grönholm Martin Lönnqvist Jarl Gripenberg                           | IK Örnen Henry Sell Nils Bergman Leo Backman                                          | Kervo IB Frans Krogell Osvald Björklöf Perh Backman                                           |           |
| 1948 |                | IK Örnen Henry Sell Börje Malmström Leo Backman                                         | Helsingfors IFK Jarl Mattsson Rolf Wikström Carl-Henrik Fager                         | Keravan Urheilijat Pentti Olander Osmo Viitaila Väinö Nurmimaa                                |           |
| 1949 |                | Lahden Suunnistajat -37 Olavi Hietanen Toivo Oja Erki Vainikka                          | Vimpelin Veto Y. K. Salo Jorma Kyyhkynen Osmo Niemelä                                 | Helsingin Suunnistajat Runo Harme Eino Huuhka Erkki Aro                                       |           |
| 1950 |                | IK Örnen Henry Sell Sven-Erik Fagerholm Leo Backman                                     | Kauvatsan Ponteva Hannu Arola Kauko Sipi Antti Arola                                  | Turun Suunnistajat Toivo Tuomenoja Toivo Görman Tauno Järvinen                                |           |
| 1951 |                | Riihimäen Suunnistajat Oiva Muuttala Kalevi Ranta Olli Metsänen                         | TE Viljo Pantsar Antti Luotio Pekka Kokkonen                                          | IF Sibbo-Vargarna Bertel Stellberg Ragnar Holst Runar Nyström                                 |           |
| 1952 |                | Helsingin Suunnistajat Juhani Hämäläinen Eino Huuhka Runo Harmo                         | Helsingin Suunnistajat II Olavi Mäenpää Arvo Ek Erkki Aro                             | IK Örnen Börje Malmström Sven-Erik Fagerholm Leo Backman                                      |           |
| 1953 |                | Vimpelin Veto Osmo Niemelä Jorma Kyyhykynen Aimo Niemelä                                | Esbo IF Aarno Sahramaa Kaj Lindholm Mårten Weurlander                                 | Helsingin Suunnistajat Erkki Aro Olavi Mäenpää Arvo Ek                                        |           |
| 1954 |                | Helsingin Suunnistajat Erkki Aro Arvo Ek Juhani Salmenkylä                              | IK Örnen Henry Sell Sven-Erik Fagerholm Leo Backman                                   | Hämeenlinnan Suunnistajat Mauri Penttilä Esa Ravea Eino Hakala                                |           |
| 1955 |                | Helsingin Suunnistajat Juhani Salmenkylä Erkki Aro Arvo Ek                              | TE Immo Lehtinen Pekka Kokkonen ?                                                     | Kokkolan Suunnistajat Reino Koppinen Felix Porkola Vilho Nurisalo                             |           |
| 1956 |                | Helsingin Suunnistajat Juhani Salmenkylä Erkki Aro Arvo Ek                              | IF Brahe Holger Stenlund Gustav Kronholm Tor Korsman                                  | Suunta-Sepot T. Aalto Mauri Rantala Harri Rantala                                             |           |
| 1957 |                | Eräkärpät Immo Lehtinen Pekka Kokkonen Kimmo Lehtinen                                   | Suunta-Sepot T. Aalto Mauri Rantala Harri Rantala                                     | Närpes OK Leo Mård Helge Ellfolk Johan Nordback                                               |           |
| 1958 |                | Gamlakarleby IF Osmo Tepsell Erik Eriksson Aimo Tepsell                                 | IF Brahe Arne Backman Tor Korsman Gustav Kronholm                                     | Helsingin Suunnistajat Erkki Aro Matti Niemi Juhani Salmenkylä                                |           |
| 1959 |                | Helsingin Suunnistajat Matti Niemi Erkki Aro Juhani Salmenkylä                          | Helsingin Poliisi-Voimailijat Mauri Aho Immo Lehtinen Kimmo Lehtinen                  | Hämeenlinnan Suunnistajat Mauri Penttilä Esko Hyttinen Aarne Neuvonen                         |           |
| 1960 |                | Tampereen Pyrintö Rauno Hakala Veli Kotkaslahti Raimo Vehviläinen                       | XYZ Hannu Virolainen Martti Varuskivi Yrjö Teeriaho                                   | Helsingin Suunnistajat Matti Niemi Erkki Aro Juhani Salmenkylä                                |           |
| 1961 |                | Tampereen Poliisi-Urheilijat Mauri Rantala Matti Rantala Harri Rantala                  | Tampereen Kilpa-Veljet Esko Rantanen Pentti Järvinen Jouko Kattelus                   | Turun Suunnistajat Reijo Kivinen Veli Kotvonen Jouko Nikulainen                               |           |
| 1962 |                | Asikkalan Raikas Reijo Kivistö Esko Vainio Aulis Kivistö                                | Eräpirkat Unto Pelkonen Alpo Nisula Aarne Pohjanharju                                 | XYZ Martti Toivanen Jouko Rankinen Pentti Salo                                                |           |
| 1963 |                | Eräpirkat Unto Pelkonen Alpo Nisula Aarne Pohjanharju                                   | Gamlakarleby IF Bror Granskog Aimo Tepsell Osmo Tepsell                               | Tampereen Kilpa-Veljet Osmo Eskelinen Into Sandström Esko Rantanen                            |           |
| 1964 |                | Tampereen Poliisi-Urheilijat Mauri Rantala Harri Rantala Matti Rantala                  | XYZ Jouko Rankinen Martti Toivanen Pentti Salo                                        | Asikkalan Raikas Aulis Kivistö Reijo Kivistö Esko Vainio                                      |           |
| 1965 |                | Gamlakarleby IF Bror Granskog Osmo Tepsell Aimo Tepsell                                 | Tampereen Pyrintö Rauno Hakala Seppo Rajanen Hannu Virtanen                           | Eräpirkat Alpo Nisula Unto Pelkonen Aarne Pohjanharju                                         |           |
| 1966 |                | Tampereen Kilpa-Veljet Esko Rantanen Taisto Moilanen Pauli Reunamäki                    | Liedon Parma Jukka Siivonen Reijo Lehkonen Tuomo Peltola                              | Tampereen Poliisi-Urheilijat Kalervo Laurila Harri Rantala Matti Rantala                      |           |
| 1967 |                | Helsingin Suunnistajat Markku Salminen Hannu Haarma Juhani Salmenkylä                   | Maarian Mahti Aaro Anttonen Heikki Tamminen Raimo Nissi                               | SippKu Teemu Puhakka Markku Puhakka Pekka Puhakka                                             |           |
| 1968 |                | Turun Suunnistajat Urpo Vaininen Jussi Salusvuori Raine Rantala                         | Helsingin Suunnistajat Markku Salminen Martti Mattila Juhani Salmenkylä               | IF Sibbo-Vargarna Sixten Höglund Per-Erik Wickholm Stig Österholm                             |           |
| 1969 |                | Liedon Parma Reijo Lehkonen Timo Peltola Tuomo Peltola                                  | Vihtavuoren Pamaus Pentti Tammela Seppo Tammela Paavo Peisa                           | Mesikämmenet Martti Lundström Heikki Antila Juha Penttinen                                    |           |
| 1970 |                | Liedon Parma Reijo Lehkonen Timo Peltola Tuomo Peltola                                  | Asikkalan Raikas Veijo Tahvanainen Heino Avikainen Tapani Rautavuo                    | Asikkalan Raikas II Terho Ala-Heikkilä Martti Kemppi Pentti Rautavuo                          |           |
| 1971 |                | Helsingin Suunnistajat Martti Mattila Seppo Korhonen Juhani Salmenkylä Markku Salminen  | JKT Taisto Björkman Markku Kaura-Aho Jorma Heikkinen Matti Björkman                   | Helsingin NMKY Timo Lehtonen Kari Hovi Teemu Nukki Risto Orpana                               |           |
| 1972 |                | Liedon Parma Reijo Lehkonen Veikko Kiili Timo Peltola Tuomo Peltola                     | Turun Suunnistajat Urpo Vaininen Heikki Martikainen Raine Rantala Jussi Salusvuori    | Ounasvaaran Hiihtoseura Matti Alapoikela Veikko Pallari Jouni Keskinarkaus Seppo Keskinarkaus |           |
| 1973 |                | Helsingin Suunnistajat Reino Hotti Juhani Salmenkylä Seppo Korhonen Markku Salminen     | Liedon Parma Raimo Jalonen Tuomo Peltola Veikko Kiili Timo Peltola                    | Keravan Urheilijat Risto Sirola Jouko Torvikoski Arvo Kantola Veikko Kostiainen               |           |
| 1974 |                | Angelniemen Ankkuri Pertti Pelto-Huikko Juhani Kari Jussi Salusvuori Seppo Väli-Klämelä | Asikkalan Raikas Martti Mäkelä Pekka Pökälä Tapani Rautavuo Pentti Rautavuo           | Ikaalisten Nouseva Voima Erkki Knuuttila Simo Nurminen Erkki Ylikoski Kimmo Rauhamäki         |           |
| 1975 |                | Järvenpään Palo Unto Kervinen Jouko Torvikoski Veijo Parviainen Markku Salminen         | Angelniemen Ankkuri Mikko Mannonen Juhani Kari Jussi Salusvuori Seppo Väli-Klemelä    | Helsingin NMKY Ilpo Laiho J. Virtanen Hannu Kurppa Timo Harju                                 |           |
| 1976 |                | Järvenpään Palo Jouko Torvikoski Pentti Jauhiainen Veijo Parviainen Markku Salminen     | Angelniemen Ankkuri Jussi Salusvuori Juhani Kari Seppo Väli-Klemelä Matti Mäkinen     | Asikkalan Raikas Martti Mäkelä Timo Lehtonen Tapani Rautavuo Pentti Rautavuo                  |           |
| 1977 |                | Tampereen Yritys Jukka Jokela Erkki Ylikoski Ari Anjala Kimmo Rauhamäki                 | Anttolan Urheilijat Pekka Ripatti Lauri Vitikainen Kari Karri Taito Väisänen          | Iisu Jukka Juntunen Esa Turunen Matti Turtinen Ismo Turunen                                   |           |
| 1978 |                | Kouvlan Rasti Heikki Peltonen Rauno Vanhalakka Kimmo Hakanen Heikki Peltola             | Vakka-Rasti Rauli Helkkula Hanna Uotila Seppo Raula Teemu Nukki                       | Piikkiön Kehitys Lasse Vuorinen Veikko Kiili Seppo Loukonen Veikko Loukonen                   |           |
| 1979 |                | Iisu Jukka Juntunen Matti Turtinen Ismo Turunen Esa Turunen                             | Järvenpään Palo Kimmo Juvonen Pentti Jauhiainen Hannu Kurppa Markku Salminen          | Kangasalan Kisa Aki Nieminen Jorma Nevala Simo Nurminen Jukka Mäkinen                         |           |
| 1980 |                | Iisu Jukka Juntunen Tapio Markki Ismo Turunen Esa Turunen                               | Järvenpään Palo Tommy Juvonen Markku Salminen Pentti Jauhiainen Hannu Kurppa          | Liedon Parma Jan Lång Timo Peltola Urho Kujala Hannu Kottonen                                 |           |
| 1981 |                | Liedon Parma Arto Mononen Jan Lång Urho Kujala Hannu Kottonen                           | Angelniemen Ankkuri Jussi Salusvuori Juha Koskela Pekka Nikulainen Seppo Väli-Klemelä | Kouvolan Rasti Ilkka Sihvola Rauno Vanhalakka Kimmo Hakanen Heikki Peltola                    |           |
| 1982 |                | Ikaalisten Nouseva Voima Pekka Kittilä Jari Turto Pekka Ahonen Ari Anjala               | Järvenpään Palo Juha Tikkala Veijo Parviainen Markku Salminen Pentti Päivänranta      | Vaajakosken Terä Kari Häkkinen Jyrki Saarivaara Seppo Rytkönen Jukka Kapanen                  |           |
| 1983 |                | Ikaalisten Nouseva Voima Pekka Kittilä Jari Turto Pekka Ahonen Ari Anjala               | Kouvolan Rasti Ilkka Sihvola Kimmo Hakanen Esa Nikkanen Heikki Peltola                | Kauhajoen Karhu Aku Nieminen Erkki Knuutila Hannu Mäkiranta Osmo Siven                        |           |
| 1984 |                | Pihkaniskat Rainer Pietilä Antti Saarikoski Ilkka Sihvola Timo Seppänen                 | Vehkalahden Veikot Pekka Fincke Hannu Lehtikangas Pekka Jokimies Timo Harju           | Ruokolahden Suunnistajat Tapio Peippo Martti Asikainen Jarmo Tonder Vesa Tonder               |           |
| 1985 |                | Pargas IF Arto Virtala Teemu Helppolainen Markku Virtala Roal von Schoultz              | Järvenpään Palo Jari Vesterinen Markku Salminen Pekka Jokimies Pertti Päivänranta     | Kalevan Rasti Risto Vierinen Jussi Silvennoinen Arto Muhonen Mika Ruuhiala                    |           |
| 1986 |                | Liedon Parma Urho Kujala Hannu Kottonen Markku Jauhiainen Esa Helin                     | Kalevan Rasti Timo Alapiha Arto Muhonen Jarmo Tonder Mika Ruuhiala                    | Kangasalan Kisa Reijo Viitanen Jorma Nevala Aki Nieminen Simo Nurminen                        |           |
| 1987 |                | Kalevan Rasti Timo Ikonen Mika Ruuhiala Arto Muhonen Jarmo Tonder                       | Angelniemen Ankkuri Jarmo Reiman Petri Laaksonen Raimo Kauppila Pekka Nikulainen      | Kangasalan Kisa Jukka Heikkinen Ilari Grönholm Jussi Mannila Harri Virta                      |           |
| 1988 |                | Rastikarhut Nurmi Pöysti Harju Pyymäki                                                  | Angelniemen Ankkuri Petri Laaksonen Pekka Nikulainen Kaartinen Jarmo Reiman           | Pargas IF Vuorinen Heiskanen Ari Ääri Virtala                                                 |           |
| 1989 |                | Hiidenkiertäjät Teemu Kemppainen Juha Tikkala Kari Sallinen Petri Forsman               | Angelniemen Ankkuri Petri Laaksonen Timo Alapiha Pekka Nikulainen Jarmo Reiman        | Helsingin NMKY Harri Koski Harri Karjalainen Jari Kymäläinen Ari Kattainen                    |           |
| 1990 |                | Angelniemen Ankkuri Juha Koskela Markku Kaartinen Pekka Nikulainen Jarmo Reiman         | Kalevan Rasti Antti Tolonen Jari Heikkinen Mika Ruuhiala Olli Turakainen              | Rasti-Hyry Juha Keränen Timo Partanen Esa Romppainen Petteri Niskanen                         |           |
| 1991 |                | Angelniemen Ankkuri Petteri Kähäri Markku Kaartinen Mika Kuisma Jarmo Reiman            | Kalevan Rasti Jari Heikkinen Pekka Inkeri Antti Tolonen Olli Turakainen               | Pargas IF Roald von Schoultz Ari Ääri Sören Nymalm Harri Koski                                |           |
| 1992 |                | Angelniemen Ankkuri Petteri Kähäri Tero Heikkilä Markku Kaartinenn Jarmo Reiman         | Kouvolan Rasti Timo Reiman Urpo Särkkä Jorma Laukkanen Esa Nikkanen                   | Suunta-941 Timo Mäkelä Jarmo Puttonen Timo Sivill Jouni Kahelin                               |           |
| 1993 |                | Angelnienmen Ankkuri Pekka Pellaspuro Pekka Nikulainen Mika Kuisma Jarmo Reiman         | Turun Suunnistajat Lassi Virtanen Jyrki Nieminen Petri Forsman Janne Salmi            | Rajamäen Rykmentti Jouni Mähönen Heikki Peltola Reijo Mattinen Kai Roine                      |           |
| 1994 |                | Rajamäen Rykmentti Marko Väisänen Jouni Mähönen Kai Roine Reijo Mattinen                | Suunta-101 Jari Kahelin Jouni Kahelin Timo Sivill Jarmo Puttonen                      | Turun Suunnistajat Lassi Virtanen Jyrki Nieminen Janne Salmi Petri Forsman                    |           |
| 1995 |                | Helsingin Suunnistajat Tero Kekäläinen Tuomas Tala Jukka Miettinen Matti Karvonen       | Kalevan Rasti Petri Vainio Pekka Inkeri Jussi Silvennoinen Antti Tolonen              | Eräpirkat Kari Ivonen Kari Paavola Harri Iivonen Pasi Kiema                                   |           |
| 1996 |                | Delta Jarkko Huovila Marko Loukkalahti Miika Hernelahti Petri Forsman                   | Ikaalisten Nouseva Voima Jukka Pohjonen Ari Anjala Ari Kotiharju Tommi Humppi         | Espoon Suunta Jarkko Länsivuori Janne Hartman Manu Mutka Juha Miettinen                       |           |
| 1997 |                | Turun Suunnistajat Pasi Tölkkö Tommi Tölkkö Lassi Virtainen Janne Salmi                 | Pihkaniskat Raimo Turtinen Jukka Erkkilä Mikko Hölsö Pekka Pallaspuro                 | Rajamäen Rykmentti Lasse Torpo Mikko Vehmas Reijo Mattinen Marko Väisänen                     |           |
| 1998 |                | Kalevan Rasti Kimmo Liljeström Harri Romppanen Simo Martomaa Mikael Boström             | Delta Jari Laitamäki Jarno Salmelin Miika Hernelahti Jarkko Huovila                   | Rajamäen Rykmentti Lasse Torpo Marko Väisänen Mikko Vehmas Reijo Mattinen                     |           |
| 1999 |                | Delta Samuli Launiainen Miika Hernelahti Jarkko Huovila Jani Lakanen                    | MS Parma Marko Suuronen Petteri Muukkonen Mikko Heikkelä Juha Peltola                 | Tampereen Pyrintö Petteri Kähäri Jouni Mähönen Jarmo Puttonen Jouni Kahelin                   |           |
| 2000 |                | Delta Samuli Launiainen Jonne Lakanen Miika Hernelahti Jani Lakanen                     | Kalevan Rasti Thierry Gueorgiou Tommi Tölkkö Mikael Boström Simo Martomaa             | MS Parma Marko Suuronen Juha Peltola Petteri Muukkonen Mikko Heikkelä                         |           |
| 2001 |                | IF Femman Petri Saari Ilkka Leppävuori Michal Jedlicka Mats Haldin                      | Turun Suunnistajat Ville Repo Mika Venho Janne Salmi Jørgen Rostrup                   | Delta Samuli Launiainen Jonne Lakanen Walentin Nowikow Jani Lakanen                           |           |
| 2002 |                | Delta Samuli Launiainen Jonne Lakanen Jani Lakanen Miika Hernelahti                     | MS Parma Jussi Aumo Mikko Heikkelä Petteri Muukkonen Juha Peltola                     | Vehkalahden Veikot Perttu Mäkelä Simo-Pekka Fincke Janne Weckman Tero Föhr                    |           |
| 2003 |                | Delta Jonne Lakanen Miika Hernelahti Walentin Nowikow Jani Lakanen                      | Kalevan Rasti Antti Harju Simo Martomaa Tommi Tölkkö Thierry Gueorgiou                | Tampereen Pyrintö Jouni Kahelin Jarmo Puttonen Jouni Mähönen Ilkka Leppävuori                 |           |
| 2004 |                | Kalevan Rasti Mika Venho Tommi Tölkkö Antti Harju Simo Martomaa                         | MS Parma Jussi Aumo Mikko Heikkelä Asgeir Mjøsund Petteri Muukkonen                   | Delta Lasse Torppo Jonne Lakanen Miika Hernelahti Jani Lakanen                                |           |
| 2005 |                | Vaajakosken Terä Jouni Kahelin Heikki Nousiainen Jonne Lakanen Jani Lakanen             | Kalevan Rasti Tommi Tölkkö Simo Martomaa Antti Harju Thierry Gueorgiou                | Turun Metsänkävijät Sami Hämälistö Mārtiņš Sirmais Manu Mutka Toni Louhisola                  |           |
| 2006 |                | Vaajakosken Terä Heikki Nousiainen Jani Lakanen Jonne Lakanen Pasi Ikonen               | Kalevan Rasti Hannu Airila Samuli Launiainen Simo Martomaa Antti Harju                | Vehkalahden Veikot Janne Weckman Jarkko Liuha Jonne Lehto Tero Föhr                           |           |
| 2007 |                | Kalevan Rasti Hannu Airila Simo Martomaa Antti Harju Thierry Gueorgiou                  | Tampereen Pyrintö Timo Saarinen Pekka Itävuo Elmeri Vähänen Jarkko Huovila            | Vaajakosken Terä Antti Anttonen Juha Sorvisto Jouni Kahelin Jonne Lakanen                     |           |
| 2008 |                | Rajamäen Rykmentti Kimmo Vilska Matthias Merz Marko Väisänen Tuomas Tervo               | Paimion Rasti Mats Dahlén François Gonon Kim Fagerudd Markus Lindeqvist               | Vehkalahden Veikot Tuomas Mattila Simo-Pekka Fincke Jonne Lehto Tero Föhr                     |           |
| 2009 |                | Vehkalahden Veikot Tuomas Mattila Jonne Lehto Petteri Muukkonen Tero Föhr               | Vaajakosken Terä Jouni Kahelin Jonne Lakanen Pasi Ikonen Jani Lakanen                 | Tampereen Pyrintö Hannu Saarijärvi Jarkko Huovila Elmeri Vähänen Timo Saarinen                |           |
| 2010 |                | Kalevan Rasti Jere Pajunen Antti Nurmonen Hannu Airila Thierry Gueorgiou                | Vaajakosken Terä Antti Anttonen Jone Lakanen Jani Lakanen Pasi Ikonen                 | Rajamäen Rykmentti Jarno Parkkinen Vili Niemi Tuomas Tervo Matthias Merz                      |           |
| 2011 |                | Vaajakosken Terä Juha Sorvisto Jani Lakanen Pasi Ikonen Anders Nordberg                 | Paimion Rasti Teemu Väre Kim Fagerudd Markus Lindekvist Fredric Portin                | Kalevan Rasti Jere Pajunen Antti Nurmonen Simo-Pekka Fincke Thierry Gueorgiou                 |           |
| 2012 |                | Kalevan Rasti II Jere Pajunen Aaro Asikainen Jarkko Huovila Philippe Adamski            | Kalevan Rasti Hannu Airila Simo-Pekka Fincke Antti Nurmonen Thierry Gueorgiou         | Paimion Rasti Teemu Väre Kim Fagerudd Markus Lindeqvist Fredric Porin                         |           |
| 2013 | Saarijärvi     | Vaajakosken Terä Antti Anttonen Jani Lakanen Anders Nordberg Pasi Ikonen                | Vaajakosken Terä II Juha Sorvisto Petteri Huikko Toni Saari Tue Lassen                | Kalevan Rasti Jarkko Huovila Aaro Asikainen Jere Pajunen Thierry Gueorgiou                    |           |

## Damen

### Sprint
| Jahr | Austragungsort | 1. Platz                                                    | 2. Platz                             | 3. Platz                            | Bemerkung |
| ---- | -------------- | ----------------------------------------------------------- | ------------------------------------ | ----------------------------------- | --------- |
| 2003 |                | Liisa Anttila Tampereen Pyrintö                             | Minna Kauppi Asikkalan Raikas        | Satu Vesalainen Tampereen Pyrintö   | 1,9 km    |
| 2004 |                | Heli Jukkola Rastikarhut                                    | Satu Vesalainen Tampereen Pyrintö    | Bodil Holmström IFK Göteborg        | 2,0 km    |
| 2005 |                | Minna Kauppi Asikkalan Raikas                               | Anni-Maija Fincke Vehkalahden Veikot | Heli Jukkola Rastikarhut            | 2,5 km    |
| 2006 |                | Heli Jukkola Rastikarhut                                    | Liisa Anttila Tampereen Koo-Vee      | Minna Kauppi Asikkalan Raikas       | 2,5 km    |
| 2007 |                | Paula Iso-Markku Lynx                                       | Heli Jukkola Rastikarhut             | Johanna Pietilä MS Parma            | 2,4 km    |
| 2008 |                | Marika Mikkola Kalevan Rasti                                | Vroni König-Salmi Turun Suunnistajat | Marttiina Joensuu SK Pohjantähti    | 2,3 km    |
| 2009 |                | Minna Kauppi Asikkalan Raikas                               | Merja Rantanen Tampereen Koo-Vee     | Anni-Maija Fincke Tampereen Pyrintö | 3,0 km    |
| 2010 |                | Minna Kauppi Asikkalan Raikas                               | Karoliina Sundberg Lynx              | Merja Rantanen Tampereen Koo-Vee    | 2,8 km    |
| 2011 |                | Anni-Maija Fincke Tampereen Pyrintö                         | Merja Rantanen Tampereen Koo-Vee     | Venla Niemi Tampereen Pyrintö       | 2,6 km    |
| 2012 |                | Marika Teini SK Pohjantähti Ulrika Uotila Tampereen Koo-Vee |                                      | Merja Rantanen Jämsän Retki-Veikot  | 2,9 km    |
| 2013 | Mikkeli        | Minna Kauppi Asikkalan Raikas                               | Venla Niemi Tampereen Pyrintö        | Merja Rantanen Jämsän Retki-Veikot  | 3,6 km    |

### Mitteldistanz
| Jahr | Austragungsort | 1. Platz                               | 2. Platz                                        | 3. Platz                                                          | Bemerkung |
| ---- | -------------- | -------------------------------------- | ----------------------------------------------- | ----------------------------------------------------------------- | --------- |
| 1989 |                | Tarja Hämäläinen Viitasaaren Suunta    | Eija Koskivaara Vakka-Rasti                     | Sirpa Kukkonen Lammin Säkiä                                       | 3,5 km    |
| 1990 |                | Eija Koskivaara Vakka-Rasti            | Leena Salmenkylä-Mattila Helsingin Suunnistajat | Tuija Tammelin Oulun Suunnistajat                                 | 3,4 km    |
| 1991 |                | Eija Koskivaara Vakka-Rasti            | Anniina Paronen Hämeenlinnan Suunnistajat       | Marja Liisa Portin Rastihaukat                                    | 3,0 km    |
| 1992 |                | Mari Lukkarinen Oulun Suunnistajat     | Anniina Paronen Hämeenlinnan Suunnistajat       | Teressa Kolanen Rasti-Kurikka                                     | 3,1 km    |
| 1993 |                | Reeta-Mari Kolkkala Oulun Suunnistajat | Annika Viilo Tampereen Pyrintö                  | Anniina Paronen Hämeenlinnan Suunnistajat                         | 2,9 km    |
| 1994 |                | Eija Koskivaara Pargas IF              | Johanna Tiira Angelniemen Ankkuri               | Mervi Ikonen Oulun Suunnistajat                                   | 3,7 km    |
| 1995 |                | Riikka Eerola Rastikarhut              | Liisa Anttila Hämeenlinnan Suunnistajat         | Yvonne Gunell IK Falken                                           | 3,2 km    |
| 1996 |                | Sanna Nymalm Pargas IF                 | Anniina Paronen Liedon Parma                    | Kirsi Tiira Angelniemen Ankkuri                                   | 3,5 km    |
| 1997 |                | Johanna Asklöf Angelniemen Ankkuri     | Reeta-Mari Kolkkala Liedon Parma                | Monica Boström Angelniemen Ankkuri                                | 2,8 km    |
| 1998 |                | Elina Raijas Kalevan Rasti             | Maria Hoffman Delta                             | Astra Francke-Vehmas Rajamäen Rykmentti                           | 3,4 km    |
| 1999 |                | Reeta-Mari Kolkkala Liedon Parma       | Kirsi Boström Kalevan Rasti                     | Liisa Anttila Tampereen Pyrintö                                   | 3,5 km    |
| 2000 |                | Simone Luder Turun Suunnistajat        | Satu Vesalainen Tampereen Pyrintö               | Monica Boström Kalevan Rasti Vroni König-Salmi Turun Suunnistajat | 3,1 km    |
| 2001 |                | Liisa Anttila Tampereen Pyrintö        | Reeta-Mari Kolkkala Liedon Parma                | Maria Hoffman                                                     | 3,2 km    |
| 2002 |                | Maria Rantala Tampereen Pyrintö        | Heli Jukkola Rastikarhut                        | Paula Haapakoski SK Pohjantähti                                   | 3,2 km    |
| 2003 |                | Reeta-Mari Kolkkala Liedon Parma       | Heli Jukkola Rastikarhut                        | Liisa Anttila Tampereen Pyrintö                                   | 3,9 km    |
| 2004 |                | Minna Kauppi Asikkalan Raikas          | Vroni König-Salmi Turun Suunnistajat            | Marika Mikkola Espoon Suunta                                      | 3,6 km    |
| 2005 |                | Minna Kauppi Asikkalan Raikas          | Heli Jukkola Rastikarhut                        | Bodil Holmström Turun Suunnistajat                                | 3,6 km    |
| 2006 |                | Minna Kauppi Asikkalan Raikas          | Maria Rantala Angelniemen Ankkuri               | Bodilm Halmström Turun Suunnistajat                               | 4,9 km    |
| 2007 |                | Heli Jukkola Rastikarhut               | Bodil Holmström Turun Suunnistajat              | Natalia Korzhova Hiisirasti                                       | 5,2 km    |
| 2008 |                | Minna Kauppi Asikkalan Raikas          | Maria Rantala Angelniemen Ankkuri               | Bodil Holmström Turun Suunnistajat                                | 4,6 km    |
| 2009 |                | Anni-Maija Fincke Tampereen Pyrintö    | Merja Rantanen Tampereen Koovee                 | Riina Kuuselo Tampereen Pyrintö                                   | 4,2 km    |
| 2010 |                | Minna Kauppi Asikkalan Raikas          | Anni-Maija Fincke Tampereen Pyrintö             | Karoliina Sundberg Lynx                                           | 4,3 km    |
| 2011 |                | Minna Kauppi Asikkalan Raikas          | Inga Dambe Paimion Rasti                        | Saila Kinni Tampereen Pyrintö                                     | 4,6 km    |
| 2012 |                | Minna Kauppi Asikkalan Raikas          | Saila Kinni Tampereen Pyrintö                   | Merja Rantanen Jämsän Retki-Veikot                                | 4,6 km    |
| 2013 | Äänekoski      | Minna Kauppi Asikkalan Raikas          | Anni-Maija Fincke Tampereen Pyrintö             | Marjo Liikanen Rajamäen Rykmentti                                 | 4,7 km    |
| 2014 | Joutseno       | Inga Dambe Paimion Rasti               | Venla Niemi Tampereen Pyrintö                   | Tuulia Viberg MS Parma                                            | 4,4 km    |

### Langdistanz
| Jahr | Austragungsort | 1. Platz                                         | 2. Platz                                    | 3. Platz                                                   | Bemerkung |
| ---- | -------------- | ------------------------------------------------ | ------------------------------------------- | ---------------------------------------------------------- | --------- |
| 1945 |                | Helka Satukangas Tampereen Koo-Vee               | Saimi Nummi Suunta-Veikot                   | Hannele Hyvärinen Helsingin Suunnistajat                   | 5,7 km    |
| 1946 |                | Ruth Schalin Helsingfors IFK                     | Helka Satukanga Tampereen Koo-Vee           | Aili Sorjonen KallS                                        | 6,0 km    |
| 1947 |                | Elma Lehtelä VaR                                 | Liisa Mikkonen HT                           | Anja Mänttä Porin Tarmo                                    | 6,8 km    |
| 1948 |                | Saimi Nummi Suunta-Veikot                        | Anna-Liisa Vallenius VaR                    | Saara Surakka Suunta-Veikot                                | 6,5 km    |
| 1949 |                | Anna-Liisa Vallenius VaR                         | Etel Moilanen Kervo IB                      | Eeva-Liisa Muhonen Myllykosken Kilpa-Veikot                | 6,9 km    |
| 1950 |                | Irja Petäjä Epilän Esa                           | Aili Sorjonen KallS                         | Aura Karhuniemi Helsingin Suunnistajat                     | 7,0 km    |
| 1951 |                | Irja Petäjä Epilän Esa                           | Aili Sorjonen KallS                         | Aura Karhuniemi Helsingin Suunnistajat                     | 7,5 km    |
| 1952 |                | Aura Karhuniemi Helsingin Suunnistajat           | Irja Niemelä Epilän Esa                     | Saimi Nummi Suunta-Veikot                                  | 7,6 km    |
| 1953 |                | Irja Niemelä Epilän Esa                          | Tarja Kapanen Helsingin Suunnistajat        | Aune Mäkelä Oulun Jousimiehet                              | 7,4 km    |
| 1954 |                | Kerttu Palenius TE                               | Anna Hagman KosKi                           | Anja Innala VaR                                            | 7,5 km    |
| 1955 |                | Eila Hanelius Järvenpään Palo                    | Hilja Fellman TE                            | Tyyne Leskinen Vehkalahden Veikot                          | 7,0 km    |
| 1956 |                | Anna-Liisa Vallenius VaR                         | Irja Niemelä Epilän Esa                     | Salme Arminen Helsingin Suunnistajat                       | 6,0 km    |
| 1957 |                | Eila Hanelius Järvenpään Palo                    | Gunell Lillqvist IF Brahe                   | Sirkka Ruokanen AiKi                                       | 6,8 km    |
| 1958 |                | Eila Hanelius Järvenpään Palo                    | Tyyne Leskinen Vehkalahden Veikot           | Leena Tuhkanen Kuopion Suunnistajat                        | 6,7 km    |
| 1959 |                | Tyyne Leskinen Vehkalahden Veikot                | Eeva Aspi Angelniemen Ankkuri               | Eeva Lehtonen Rasti-Lukko                                  | 7,1 km    |
| 1960 |                | Eila Hanelius Järvenpään Palo                    | Raila Hovi Haminan Tarmo                    | Riitta Viikari Vehkalahden Veikot                          | 6,6 km    |
| 1961 |                | Maila Miskala Laihian Liitto-Urheilijat          | Kaija Lahti Helsingin Toverit               | Raila Hovi Haminan Tarmo                                   | 7,3 km    |
| 1962 |                | Irja Niemelä XYZ                                 | Raila Hovi Haminan Tarmo                    | Marianne Uusikumpu Kervo IB                                | 7,8 km    |
| 1963 |                | Irja Niemelä XYZ                                 | Pirjo Ruotsalainen Kouvolan Urheilijat      | Varpu Lavikainen Tohmajärven Urheilijat                    | 8,0 km    |
| 1964 |                | Anna-Liisa Nissi Maarian Mahti                   | Irja Niemelä XYZ                            | Kaija Lahti Helsingin Poliisi-Voimailijat                  | 8,0 km    |
| 1965 |                | Raila Hovi Haminan Tarmo                         | Marjatta Sarkkinen Ounasvaaran Hiihtoseura  | Pirjo Ruotsalainen Kouvolan Urheilijat                     | 7,4 km    |
| 1966 |                | Raila Hovi XYZ                                   | Irja Niemelä XYZ                            | Anja Meldo Tampereen Kilpa-Veljet                          | 6,8 km    |
| 1967 |                | Anna-Liisa Nissi Maarian Mahti                   | Svea Ahlskog IF Femman                      | Irja Palonen Lammin Säkiä                                  | 7,6 km    |
| 1968 |                | Kaarina Karsi Helsingin Suunnistajat             | Aila Mylly Kemin Into                       | Raila Kerkelä Kajaanin Suunnistajat                        | 7,0 km    |
| 1969 |                | Anna-Liisa Peltola Maarian Mahti                 | Tuula Oikari Karstulan Kiva                 | Svea Ahlskog IF Femman                                     | 7,8 km    |
| 1970 |                | Aira Mylly Ounasvaaran Hiihtoseura               | Sinikka Kukkonen Pielaveden Sampo           | Ann-Maj Carlson IF Femman                                  | 7,5 km    |
| 1971 |                | Sirkka-Liisa Koskela Keuruun Kisailijat          | Vappu Ketola Saarijärven Pullistus          | Marja-Leena Junttila Hämeenlinnan Suunnistajat             | 6,7 km    |
| 1972 |                | Sinikka Kukkonen Pielaveden Sampo                | Svea Ahlskog IF Femman                      | Liisa Veijalainen Piikkiön Karhu                           | 7,4 km    |
| 1973 |                | Liisa Veijalainen Piikkiön Karhu                 | Aila Flöjt KuhKi                            | Sirkka Ketola Saarijärven Pullistus                        | 7,2 km    |
| 1974 |                | Liisa Veijalainen Liedon Parma                   | Sinikka Kukkonen Juvan Urheilijat           | Sirkka-Liisa Harju Keuruun Kisailijat                      | 6,8 km    |
| 1975 |                | Vappu Ketola Saarjärven Pullistus                | Sinikka Kukkonen Lahden Suunnistajat -37    | Anja Vilen Tampereen Koo-Vee                               | 7,8 km    |
| 1976 |                | Outi Borgenström Hyvinkään Rasti                 | Liisa Veijalainen Liedon Parma              | Sinikka Kukkonen Lahden Suunnistajat -37                   | 8,8 km    |
| 1977 |                | Liisa Veijalainen Liedon Parma                   | Marita Ruoho Leppävaaran Sisu               | Outi Borgenström Hyvinkään Rasti                           | 7,3 km    |
| 1978 |                | Outi Borgenström Hyvinkään Rasti                 | Sinikka Kukkonen Lahden Suunnistajat -37    | Saga Pått IF Femman                                        | 7,8 km    |
| 1979 |                | Liisa Veijalainen Liedon Parma                   | Leena Salmenkylä Helsingin Suunnistajat     | Sinikka Kukkonen Lahden Suunnistajat -37                   | 8,4 km    |
| 1980 |                | Arja Haikarainen Juvan Urheilijat                | Outi Borgenström Kangasalan Kisa            | Marita Ruoho Leppävaaran Sisu                              | 7,8 km    |
| 1981 |                | Outi Borgenström Kangasalan Kisa                 | Liisa Veijalainen Liedon Parma              | Kirsi Vairinen Liedon Parma                                | 8,2 km    |
| 1982 |                | Annariitta Lonka Kalevan Rasti                   | Outi Borgenström Ikaalisten Nouseva Voima   | Liisa Veijalainen Liedon Parma                             | 9,0 km    |
| 1983 |                | Outi Borgenström-Anjala Ikaalisten Nouseva Voima | Hanna Helin Rasti-Lukko                     | Sirpa Lusa Helsingin Suunnistajat                          | 7,9 km    |
| 1984 |                | Pirjo Koivula Liedon Parma                       | Leena Silvennoinen Ikaalisten Nouseva Voima | Kyllikki Kauppinen Kalevan Rasti                           | 8,8 km    |
| 1985 |                | Leena Salmenkylä-Mattila Helsingin Suunnistajat  | Tiina Äijälä Kangasalan Kisa                | Eija Sipponen PaiU                                         | 8,8 km    |
| 1986 |                | Annariitta Kottonen Liedon Parma                 | Sirpa Lusa Helsingin Suunnistajat           | Ulla Mänttäri Helsingin NMKY                               | 9,0 km    |
| 1987 |                | Sirpa Lusa Helsingin Suunnistajat                | Marja Liisa Portin Rastihaukat              | Ulla Mänttäri Helsingin NMKY                               | 8,5 km    |
| 1988 |                | Marja Pyymäki Rastikarhut                        | Sirpa Lusa Helsingin Suunnistajat           | Annika Viilo Tampereen Pyrintö                             | 8,5 km    |
| 1989 |                | Eija Koskivaara Vakka-Rasti                      | Marja Liisa Portin Rastihaukat              | Ulla Mänttäri Helsingin NMKY                               | 9,8 km    |
| 1990 |                | Auli Suominen Pargas IF                          | Annika Viilo Tampereen Pyrintö              | Tarja Silvennoinen Viitasaaren Suunta                      | 8,0 km    |
| 1991 |                | Marja Liisa Portin Rastihaukat                   | Kirsi Tiira Helsingin NMKY                  | Marja Pyymäki Rastikarhut                                  | 8,4 km    |
| 1992 |                | Eija Koskivaara Pargas IF                        | Elina Raijas Kalevan Rasti                  | Ulla Lahtinen Suunta-941                                   | 7,9 km    |
| 1993 |                | Reeta-Mari Kolkkala Liedon Parma                 | Annika Viilo Tampereen Pyrintö              | Liisa Anttila Hämeenlinnan Suunnistajat                    | 8,0 km    |
| 1994 |                | Marja Pyymäki Rastikarhut                        | Kirsi Tiira Angelniemen Ankkuri             | Reeta-Mari Kolkkala Liedon Parma                           | 8,4 km    |
| 1995 |                | Katja Honkala Rajamäen Rykmentti                 | Kirsi Tiira Angelniemen Ankkuri             | Anniina Paronen Liedon Parma                               | 9,2 km    |
| 1996 |                | Liisa Anttila Hämeenlinnan Suunnistajat          | Teresa Kollanen Lynx                        | Johanna Tiira Angelniemen Ankkuri                          | ??? km    |
| 1997 |                | Katja Honkala Rajamäen Rykmentti                 | Johanna Asklöf Angelniemen Ankkuri          | Annika Viilo Tampereen Pyrintö                             | 8,4 km    |
| 1998 |                | Vroni König-Salmi Turun Suunnistajat             | Annika Viilo Tampereen Pyrintö              | Krisi Tiira Angelniemen Ankkuri                            | 8,4 km    |
| 1999 |                | Reeta-Mari Kolkkala Liedon Parma                 | Johanna Asklöf Kalevan Rasti                | Kirsi Boström Kalevan Rasti                                | 9,7 km    |
| 2000 |                | Vroni König-Salmi Turun Suunnistajat             | Reeta-Mari Kolkkala Liedon Parma            | Satu Mäkitammi Kangasala SK                                | 8,3 km    |
| 2001 |                | Liisa Anttila Tampereen Pyrintö                  | Vroni König-Salmi Turun Suunnistajat        | Marika Mikkola Espoon Suunta                               | 8,0 km    |
| 2002 |                | Liisa Anttila Tampereen Pyrintö                  | Yvonne Gunell Pargas IF                     | Paula Haapakoki SK Pohjantähti                             | 8,5 km    |
| 2003 |                | Heli Jukkola Rastikarhut                         | Minna Kauppi Asikkalan Raikas               | Paula Haapakoski SK Pohjantähti                            | 9,1 km    |
| 2004 |                | Heli Jukkola Rastikarhut                         | Paula Haapakoski SK Pohjantähti             | Marika Mikkola Espoon Suunta                               | 8,9 km    |
| 2005 |                | Heli Jukkola Rastikarhut                         | Karoliina Sundberg Lynx                     | Bodil Holmström Turun Suunnistajat                         | 7,9 km    |
| 2006 |                | Maria Rantala Angelniemen Ankkuri                | Vroni König-Salmi Turun Suunnistajat        | Bodil Holmström Turun Suunnistajat                         | 9,2 km    |
| 2007 |                | Minna Kauppi Asikkalan Raikas                    | Bodil Holmström Turun Suunnistajat          | Heli Jukkola Rastikarhut                                   | 8,7 km    |
| 2008 |                | Inga Dambe Paimion Rasti                         | Maria Rantala Angelniemen Ankkuri           | Anne-Mari Leskinen Lynx Bodil Holmström Turun Suunnistajat | 10,2 km   |
| 2009 |                | Inga Dambe Paimion Rasti                         | Merja Rantanen Tampereen Koo-Vee            | Anne-Mari Leskinen Lynx                                    | 8,8 km    |
| 2010 |                | Minna Kauppi Asikkalan Raikas                    | Merja Rantanen Tampereen Koo-Vee            | Anni-Maija Fincke Tampereen Pyrintö                        | 9,5 km    |
| 2011 |                | Merja Rantanen Tampereen Koo-Vee                 | Minna Kauppi Asikkalan Raikas               | Anni-Maija Fincke Tampereen Pyrintö                        | 10,7 km   |
| 2012 |                | Minna Kauppi Asikkalan Raikas                    | Merja Rantanen Jämsän Retki-Veikot          | Venla Niemi Tampereen Pyrintö                              | 9,8 km    |
| 2013 | Syöte          | Tuulia Viberg MS Parma                           | Anni-Maija Fincke Tampereen Pyrintö         | Venla Niemi Tampereen Pyrintö                              | 10,6 km   |

### Ultralangdistanz
| Jahr | Austragungsort | 1. Platz                                  | 2. Platz                                | 3. Platz                                 | Bemerkung |
| ---- | -------------- | ----------------------------------------- | --------------------------------------- | ---------------------------------------- | --------- |
| 1971 |                | Eeva Lahtonen Rauman Lukko                | Ina Hellström Pargas IF                 | Svea Ahlskog IF Femman                   | 11,2 km   |
| 1972 |                | Sinikka Kukkonen Pielaveden Sampo         | Helena Kattelus Sippolan Kunto          | Aila Flöjt KuhKi                         | 10,5      |
| 1973 |                | Sirkka Ketola Saarijärven Pullistus       | Sirkka-Liisa Koskela Keuruun Kisailijat | Sinikka Kukkonen Pielaveden Sampo        | 11,8 km   |
| 1974 |                | Sinikka Kukkonen Juvan Urheilijat         | Vappu Ketola Saarijärven Pullistus      | Outi Borgenström Hyvinkään Rasti         | 10,1 km   |
| 1975 |                | Sinikka Kukkonen Lahden Suunnistajat -37  | Sirkka Ketola Saarijärven Pullistus     | Vappu Ketola Saarijärven Pullistus       | 11,8 km   |
| 1976 |                | Sinikka Kukkonen Lahden Suunnistajat -37  | Outi Borgenström Hyvinkään Rasti        | Sirkka Ketola Saarijärven Pullistus      | 11,7 km   |
| 1977 |                | Leila Viljander Järvenpään Palo           | Marita Ruoho Leppävaaran Sisu           | Sinikka Kukkonen Lahden Suunnistajat -37 | 12,4 km   |
| 1978 |                | Liisa Veijalainen Liedon Parma            | Outi Borgenström Hyvinkään Rasti        | Sinikka Kukkonen Lahden Suunnistajat -37 | 11,9 km   |
| 1979 |                | Liisa Veijalainen Liedon Parma            | Kaija Dahlman Lahden Suunnistajat -37   | Leila Viljander Järvenpään Palo          | 12,0 km   |
| 1980 |                | Hennariikka Lonka Kalevan Rasti           | Helena Mannervesi Hiidenkiertäjät       | Leila Viljander Järvenpään Palo          | 15,3 km   |
| 1981 |                | Outi Borgenström Kangasalan Kisa          | Marita Ruoho Leppävaaran Sisu           | Kii Korhonen Pihkaniskat                 | 15,0 km   |
| 1982 |                | Outi Borgenström Ikaalisten Nouseva Voima | Annariitta Lonka Kalevan Rasti          | Marita Ruoho Leppävaaran Sisu            | 15,0 km   |
| 1983 |                | Annariitta Kottonen Liedon Parma          | Hennariikka Lonka Liedon Parma          | Pirjo Mattila Lauttakylän Luja           | 13,6 km   |
| 1984 |                | Anne Saari Tampereen Yritys               | Margita Nyström Akilles OK              | Hennariikka Lonka Liedon Parma           | 15,3 km   |
| 1985 |                | Annariitta Kottonen Liedon Parma          | Pirjo Mattila Lauttakylän Luja          | Hanna Helin Vakka-Rasti                  | 14,7 km   |
| 1986 |                | Eija Koskivaara Vakka-Rasti               | Hennariikka Lonka Liedon Parma          | Ulla Mänttäri Helsingin MKY              | 15,1 km   |
| 1987 |                | Ulla Mänttäri Helsingin NMKY              | Pirjo Mattila Rastikarhut               | Tellervo Parviainen Järvenpään Palo      | 13,5 km   |
| 1988 |                | Ulla Mänttäri Helsingin NMKY              | Sirpa Lusa Helsingin Suunnistajat       | Marja Pyymäki Rastikarhut                | 14,4 km   |
| 1989 |                | Eija Koskivaara Vakka-Rasti               | Kirsi Tiira Helsingin NMKY              | Annika Viilo Tampereen Pyrintö           | 15,2 km   |
| 1990 |                | Marja Pyymäki Rastikarhut                 | Annika Viilo Tampereen Pyrintö          | Eija Koskivaara Vakki-Rasti              | 14,3 km   |
| 1991 |                | Eija Koskivaara Pargas IF                 | Marja Liisa Portin Rastihaukat          | Tarja Silvennoinen Viitasaaren Suunta    | 15,0 km   |
| 1992 |                | Eija Koskivaara Pargas IF                 | Marja Pyymäki Rastikarhut               | Annika Viilo Tampereen Pyrintö           | 14,9 km   |
| 1993 |                | Eija Koskivaara Pargas IF                 | Marja Pyymäki Rastikarhut               | Pia Kiema Tampereen Pyrintö              | 14,2 km   |
| 1994 |                | Marja Pyymäki Rastikarhut                 | Reeta-Mari Kolkkala Liedon Parma        | Eija Koskivaara Pargas IF                | 14,4 km   |
| 1995 |                | Johanna Tiira Angelniemen Ankkuri         | Heidi Haapasalo Tampereen Pyrintö       | Bodil Holmström OK 77                    | 15,2 km   |
| 1996 |                | Liisa Anttila Hämeenlinnan Suunnistajat   | Sanna Turakainen Pargas IF              | Johanna Tiira Angelniemen Ankkuri        | 14,9 km   |
| 1997 |                | Johanna Asklöf Angelniemen Ankkuri        | Reeta-Mari Kolkkala Liedon Parma        | Katja Honkala Rajamäen Rykmentti         | 16,2 km   |
| 1998 |                | Liisa Anttila Hämeenlinnan Suunnistajat   | Eija Koskivaara Pargas IF               | Marika Mikkola Angelniemen Ankkuri       | 15,5 km   |
| 1999 |                | Liisa Anttila Hämeenlinnan Suunnistajat   | Eija Koskivaara Pargas IF               | Yvonne Gunell Pargas IF                  | 15,5 km   |
| 2000 |                | Kirsi Boström Kalevan Rasti               | Heli Nummelin Rajamäen Rykmentti        | Heidi Liljeström Kalevan Rasti           | 13,7 km   |
| 2001 |                | Maria Rantala Tampereen Pyrintö           | Kaisa Salminen Rajamäen Rykmentti       | Yvonne Gunell Pargas IF                  | 14,7 km   |
| 2002 |                | Terhi Holster Turun Suunnistajat          | Heidi Haapasalo Tampereen Pyrintö       | Bodil Holmström OK 77                    | 15,1 km   |
| 2003 |                | Paula Haapakoski SK Pohjantähti           | Liisa Anttila Tampereen Pyrintö         | Heidi Liljeström Kalevan Rasti           | 15,3 km   |
| 2004 |                | Heli Jukkola Rastikarhut                  | Minna Kauppi Asikkalan Raikas           | Paula Haapakoski SK Pohjantähti          | 13,3 km   |
| 2005 |                | Heli Jukkola Rastikarhut                  | Vroni König-Salmi Turun Suunnistajat    | Katri Kerkola Paimion Rasti              | 14,5 km   |
| 2006 |                | Minna Kauppi Asikkalan Raikas             | Heli Jukkola Rastikarhut                | Mari Sane Helsingin Suunnistajat         | 15,0 km   |
| 2007 |                | Johanna Pietilä MS Parma                  | Anni-Maija Fincke Vehkalahden Veikot    | Laura Häsä Lappeen Riento                | 16,3 km   |
| 2008 |                | Vroni König-Salmi Turun Suunnistajat      | Riina Kuuselo Tampereen Pyrintö         | Yvonne Gunell Pargas IF                  | 18,1 km   |
| 2009 |                | Minna Kauppi Asikkalan Raikas             | Merja Rantanen Tampereen Koovee         | Anni-Maija Fincke Tampereen Pyrintö      | 16,0 km   |
| 2010 |                | Riina Kuuselo Tampereen Pyrintö           | Silja Tarvonen Kangasniemen Kalske      | Ulrika Uotila Tampereen Koovee           | 18,5 km   |
| 2011 |                | Aino Leskinen Lynx                        | Inga Dambe Paimion Rasti                | Anni Heikkonen Rastikarhut               | 17,4 km   |
| 2012 |                | Yvonne Gunell Pargas IF                   | Laura Lammila MS Parma                  | Mari Väisänen Kalevan Rasti              | 19,2 km   |
| 2013 |                | Karoliina Sundberg Lynx                   | Outi Ojanen Kangasala SK                | Yvonne Gunell Pargas IF                  | 15,7 km   |

### Nacht
| Jahr | Austragungsort | 1. Platz                                         | 2. Platz                                                | 3. Platz                                                   | Bemerkung |
| ---- | -------------- | ------------------------------------------------ | ------------------------------------------------------- | ---------------------------------------------------------- | --------- |
| 1971 |                | Tuula Hovi Haminan Tarmo                         | Marja-Leena Junttila Hämeenlinnan Suunnistajat          | Sirkka Ketola Saarijärven Pullistus                        | 5,3 km    |
| 1972 |                | Sinikka Kukkonen Pielaveden Sampo                | Aune Jalava Mäntsälän Urheilijat                        | Eine Laine XYZ                                             | 4,7 km    |
| 1973 |                | Sinikka Kukkonen Pielaveden Sampo                | Aila Flöjt KuhKi                                        | Irja Niemelä XYZ                                           | 5,2 km    |
| 1974 |                | Liisa Veijalainen Liedon Parma                   | Hennariikka Lonka Kalevan Rasti                         | Vappu Ketola Saarijärven Pullistus                         | 4,8 km    |
| 1975 |                | Eeva Kivinen Rasti-Lukko                         | Hennariikka Lonka Kalevan Rasti                         | Päivi Leppänen NoU                                         | 5,3 km    |
| 1976 |                | Hennariikka Lonka Kalevan Rasti                  | Hanne Uotila Hinnerjoen Yritys                          | Kirsi Holttinen Keuruun Kisailijat                         | 5,4 km    |
| 1977 |                | Hennariikka Lonka Kalevan Rasti                  | Eeva Kivinen Vakka-Rasti                                | Liisa Veijalainen Liedon Parma                             | 5,4 km    |
| 1978 |                | Liisa Veijalainen Liedon Parma                   | Helena Mannervesi Hiidenkiertäjät                       | Marita Ruoho Leppävaaran Sisu                              | 5,4 km    |
| 1979 |                | Helena Mannervesi Hiidenkiertäjät                | Liisa Veijalainen Liedon Parma                          | Erja Päivinen Keravan Urheilijat                           | 6,9 km    |
| 1980 |                | Erja Päivinen Keravan Urheilijat                 | Leena Salmenkylä Helsingin Suunnistajat                 | Eija Peltonen Imatran Suunnistajat                         | 7,4 km    |
| 1981 |                | Helena Mannervesi Hiidenkiertäjät                | Sinikko Kukkonen Lahden Suunnistajat -37                | Erja Päivinen Keravan Urheilijat                           | 8,1 km    |
| 1982 |                | Annariitta Lonka Kalevan Rasti                   | Helena Mannervesi Hiidenkiertäjät                       | Outi Borgenström Ikaalisten Nouseva Voima                  | 7,8 km    |
| 1983 |                | Outi Borgenström-Anjala Ikaalisten Nouseva Voima | Pirjo Mattila Lauttakylän Luja                          | Hilkka Hanhimäki Alahärmän Kisa                            | 6,2 km    |
| 1984 |                | Kirsi Vairinen Liedon Parma                      | Virpi Peltonen Imatran Suunnistajat                     | Päivi Mäki-Neste Alavuden Urheilijat                       | 6,2 km    |
| 1985 |                | Hilkka Hanhimäki Tampereen Pyrintö               | Paula Savolainen Siilin Rasti                           | Annika Frilander Pargas IF                                 | 7,7 km    |
| 1986 |                | Pirjo Mattila Lauttakylän Luja                   | Margita Nyström Akilles OK                              | Hilkka Hanhimäki Tampereen Pyrintö                         | 7,4 km    |
| 1987 |                | Eija Koskivaara Vakka-Rasti                      | Eija Sipponen Paimion Rasti                             | Anne Pyykönen Olavin Rasti                                 | 7,3 km    |
| 1988 |                | Ulla Mänttäri Helsingin NMKY                     | Marja Liisa Portin Rastihaukat                          | Annika Viilo Tampereen Pyrintö                             | 7,3 km    |
| 1989 |                | Marja Liisa Portin Rastihaukat                   | Ulla Mänttäri Helsingin NMKY                            | Annika Viilo Tampereen Pyrintö                             | 7,1 km    |
| 1990 |                | Ulla Mänttäri Helsingin NMKY                     | Eija Koskivaara Vakka-Rasti                             | Riitta Karjalainen Tampereen Pyrintö                       | 7,8 km    |
| 1991 |                | Ulla Mänttäri Helsingin NMKY                     | Anu Rundgren Järvenpään Palo                            | Tiina Autio Ylämaan Pyrkijät                               | 7,1 km    |
| 1992 |                | Eija Koskivaara Pargas IF                        | Marja Liisa Portin Espoon Suunta                        | Annika Viilo Tampereen Pyrintö                             | ??? km    |
| 1993 |                | Mari Aarikka Rastikarhut                         | Auli Hovikorpi Pargas IF                                | Sari Koskinen Laitilan Jyske                               | 7,4 km    |
| 1994 |                | Sanna Turakainen Pargas IF                       | Mia Karvanen Lappeen Riento                             | Katja Peltola Liedon Parma                                 | 7,6 km    |
| 1995 |                | Kirsi Tiira Angelniemen Ankkuri                  | Ingela Mattsson Pargas IF                               | Ulla Laitinen Angelniemen Ankkuri Mari Aarikka Rastikarhut | 7,6 km    |
| 1996 |                | Sanna Nymalm Pargas IF                           | Teresa Kollanen Lynx                                    | Katja Honkala Rajamäen Rykmentti                           | 7,8 km    |
| 1997 |                | Katja Honkala Rajamäen Rykmentti                 | Kirsi Tiira Angelniemen Ankkuri                         | Maria Hoffman Delta                                        | 8,2 km    |
| 1998 |                | Katja Peltola Liedon Parma                       | Sanny Nymalm Pargas IF                                  | Anu Äijälä Lynx                                            | 7,7 km    |
| 1999 |                | Johanna Asklöf Kalevan Rasti                     | Johanna Toivonen Suunta-101                             | Anu Äijälä                                                 | 7,7 km    |
| 2000 |                | Satu Vesalainen Tampereen Pyrintö                | Yvonne Gunell Pargas IF                                 | Tiina Jukkola Rastikarhut                                  | 8,0 km    |
| 2001 |                | Johanna Asklöf Kalevan Rasti                     | Heli Jukkola Rastikarhut                                | Reeta-Mari Kolkkala Liedon Parma                           | 7,8 km    |
| 2002 |                | Heidi Haapasalo Tampereen Pyrintö                | Marja Rantanen Jämsän Retki-Veikot                      | Tiina Jukkola Rastikarhut                                  | 7,3 km    |
| 2003 |                | Minna Kauppi Asikkalan Raikas                    | Heli Jukkola Rastikarhut                                | Tiina Kivimäki Helsingin Suunnistajat                      | 8,2 km    |
| 2004 |                | Sanna Nymalm Pargas IF                           | Ingela Mattsson Pargas IF                               | Katja Peltola MS Parma                                     | 6,7 km    |
| 2005 |                | Satu Vesalainen Paimion Rasti                    | Sirkka-Liisa Huusari Asikkalan Raikas                   | Merja Rantanen Jämsän Retki-Veikot                         | 8,4 km    |
| 2006 |                | Minna Kauppi Asikkalan Raikas                    | Merja Rantanen Jämsän Retki-Veikot                      | Tiina Kivimäki Helsingin Suunnistajat                      | 7,3 km    |
| 2007 |                | Minna Kauppi Asikkalan Raikas                    | Satu Vesalainen Paimion Rasti                           | Heli Jukkola Rastikarhut                                   | 7,3 km    |
| 2008 |                | Merja Rantanen Tampereen Koo-Vee                 | Pinja Satri Tampereen Koo-Vee                           | Marttiina Joensuu SK Pohjantähti                           | 7,3 km    |
| 2009 |                | Merja Rantanen Tampereen Koo-Vee                 | Riina Kuuselo Tampereen Pyrintö                         | Anne-Mari Leskinen Lynx                                    | 7,9 km    |
| 2010 |                | Marika Teini Rasti-Lukko                         | Marttiina Joensuu SK Pohjantähti                        | Inga Dambe Paimion Rasti                                   | 8,1 km    |
| 2011 |                | Inga Dambe Paimion Rasti                         | Marttiina Joensuu SK Pohjantähti                        | Laura Lammila MS Parma                                     | 7,4 km    |
| 2012 |                | Merja Rantanen Jämsän Retki-Veikot               | Ulrika Uotila Tampereen Koo-Vee                         | Anni-Maija Fincke Tampereen Pyrintö                        | 8,4 km    |
| 2013 | Alastaro       | Marjo Liikanen Rajamäen Rykmentti                | Maija Sianoja MS Parma Marttiina Joensuu SK Pohjantähti |                                                            | 7,1 km    |

### Staffel
| Jahr | Austragungsort | 1. Platz                                                                            | 2. Platz                                                                                   | 3. Platz                                                                                | Bemerkung |
| ---- | -------------- | ----------------------------------------------------------------------------------- | ------------------------------------------------------------------------------------------ | --------------------------------------------------------------------------------------- | --------- |
| 1949 |                | Suunta-Veikot Valma Suominen Saara Liikanen Saimi Nummi                             | Akilles OK Hjördis Leander Stina Nyqvist Margit Blåfield                                   | Helsingfors IFK Vera Rosendahl Ulla von Schanntz Lisa Öhman                             |           |
| 1950 |                | Suunta-Veikot Valma Suominen Saara Liikanen Saimi Nummi                             | Helsingin Toverit Meeri Laitinen Kerttu Indström Liis Mikkonen                             | Porin Tarmo Anja Mänttä Terttu Merilehti Annikki Mänttä                                 |           |
| 1951 |                | Lahden Suunnistajat -37 Aila Kuoppala Suoma Ilves Eila Metsä-Anttila                | Rauman Lukko Irma Puhakka Terttu Puhakka Mirja Puhakka                                     | Akilles OK Hjördis Leander Ethel Nyholm Margit Blåfield                                 |           |
| 1952 |                | Helsingin Suunnistajat Pirkko Niemi Leena Hellman Aura Karhuniemi                   | Vimpelin Veto Eila Rautio Pirkko Yrjölä Ritva Niemelä                                      | Suunta-Sepot Pirkko Aarnihonka Valma Suominen Saimi Nummi                               |           |
| 1953 |                | Turun Urheiluliitto Kyllikki Lumijärvi Kaija Tuominen Ulla Kauppila                 | Fiskars IF Brita Nyman Inger Rehn Else-Maj Kivivirta                                       | Mäntsälän Urheilijat Eila Lehto Taina Turunen Ritva Niemelä                             |           |
| 1954 |                | Hämeenlinnan Tarmo Pirkko Orkela Meeri Rautiainen Orvokki Oja                       | TE Anna-Liisa Kaivola Kerttu Palenius Hilja Fellman                                        | Turun Suunnistajat Kyllikki Lumijärvi Ella Nieminen Ulla Kauppila                       |           |
| 1955 |                | VaR Anja Innala Marja-Liisa Niemi Hilkka Juvonen                                    | Lahden Suunnistajat -37 Iiris Seeck Aili Kuoppala Suoma Ilves                              | Tampereen Kilpa-Veljet Anja Savolainen Maire Lintula Aune Nieminen                      |           |
| 1956 |                | Lahden Suunnistajat -37 Iiris Seeck Aili Kuoppala Suoma Ilves                       | TE Anna-Liisa Kaivola Kerttu Palenius Hilja Fellman                                        | Hyvinkään Tahko Irma Simola Irma Nummisto Raila Turma                                   |           |
| 1957 |                | Hämeenlinnan Suunnistajat Satu Heinonen Laila Karmala Terttu Vuorio                 | Järvenpään Palo Maija Mäkelä Pirkko Nikander Eila Hanelius                                 | Helsingin Suunnistajat Pirkko Harmo Tarja Kapanen Salme Arminen                         |           |
| 1958 |                | Kervo IB Etel Moilanen Marianne Björglund Ebba Friland                              | VaR Marja-Leena Engström Maija-Liisa Niemi Anna-Liisa Vallenius                            | Järvenpään Palo Maija Mäkelä Pirkko Nikander Eila Hanelius                              |           |
| 1959 |                | Järvenpään Palo Maija Mäkelä Pirkko Nikander Eila Hanelius                          | IF Brahe Gunnel Lillqvist Merianne Kass Helena Åkerholm                                    | Helsingin Suunnistajat Pirkko Harmo Tarja Kapanen Salme Arminen                         |           |
| 1960 |                | Järvenpään Palo Maija Mäkelä Pirkko Nikander Eila Hanelius                          | Laihian Liitto Meeri Vettenranta Maila Miskala Liisa Risku                                 | Hämeenlinnan Suunnistajat Terttu Salonen Laila Karmala Satu Heinonen                    |           |
| 1961 |                | Vehkalahden Veikot Riitta Viikari Marja-Liisa Anttila Tyyne Leskinen                | Laihian Liitto Liisa Risku Marja-Liisa Potka Maila Miskala                                 | Rauman Lukko Sirpa Halminen Eeva Nurmi Eeva Lahtonen                                    |           |
| 1962 |                | Helsingin Suunnistajat Pirkko Harmo Pirkko Honkonen Salme Arminen                   | Järvenpään Palo Pirkko Hänninen Pirkko Nikander Eila Hanelius                              | Lahden Suunnistajat -37 Aili Kuoppala Pirkka Aspi Eeva Aspi                             |           |
| 1963 |                | Helsingin Suunnistajat Pirkko Harmo Pirkko Honkonen Salme Arminen                   | Kouvolan Urheilijat Eila Niemi Aili Salo Pirjo Ruotsalainen                                | Haminan Tarmo Orvokki Nurmi Tuula Hovi Raila Hovi                                       |           |
| 1964 |                | Helsingin Suunnistajat Pirkko Harmo Pirkko Honkonen Salme Arminen                   | Kervo IB Ebba Frilund Etel Moilanen Marianne Uusikumpu                                     | Hämeenlinnan Suunnistajat Terttu Heinonen Leena Visuri Satu Heinonen                    |           |
| 1965 |                | Kouvolan Urheilijat Aili Salo Eila Niemi Pirjo Ruotsalainen                         | Haminan Tarmo Orvokki Nurmi Tuula Hovi Raila Hovi                                          | Jyväskylän Kenttäurheilijat Saimi Niittynen Saara Koivunen Irma Hartikainen             |           |
| 1966 |                | Maarian Mahti Kerttu Skärrström Ulla Kivivirta Ulla Tamminen                        | Maarian Mahti II Eeva Miettinen Leena Tamminen Anna-Liisa Nissi                            | Helsingin Suunnistajat Pirkko Harmo Pirkko Salmenkylä Salme Arminen                     |           |
| 1967 |                | Maarian Mahti Eeva Miettinen Leena Tamminen Anna-Liisa Nissi                        | Keuruun Kisailijat Armi Palomäki Toini Väliaho Sirkka-Liisa Koskela                        | Tarpian Suunta Mirja Pyykkö Helena Torikka Ritva Sakari                                 |           |
| 1968 |                | Karstulan Kiva Marjukka Peltovuori Anneli Sorsa Tuula Oikari                        | OK Järven Terttu Syrjälä Ann-May Carlson Monica Mattson                                    | IF Femman Saga Berts Hjördis Gädda Svea Ahlskog                                         |           |
| 1969 |                | IF Femman Saga Berts Hjördis Gädda Svea Ahlskog                                     | Helsingin Suunnistajat Pirkko Salmenkylä Marja Knuutila Kaarina Karsi                      | Kouvolan Urheilijat Meeri Kulhelm Aili Salo Pirjo Vanhatalo                             |           |
| 1970 |                | XYZ Eine Laine Heli Iso-Markku Irja Niemlä                                          | IF Femman Saga Berts Hjördis Gädda Svea Ahlskog                                            | Keuruun Kisailijat Armi Palomäki Kirsi Jokinen Sirkka-Liisa Koskela                     |           |
| 1971 |                | Helsingin Suunnistajat Seija Korhonen Asta Salminen Marja Knuutila                  | Helsingin Suunnistajat II Pirkko Salmenkylä Salme Laaksonen Kaarina Hirn                   | Keuruun Kisailijat Armi Palomäki Toini Väliaho Sirkka-Liisa Koskela                     |           |
| 1972 |                | XYZ Pirjo Vanhatalo Eine Laine Irja Niemelä                                         | Saarijärven Pullistus Sinikka Viinikainen Vappu Ketola Sirkka Ketola                       | Jämsän Retki-Veikot Sirkka Engqvist Paula Närhi Tuija Enqvist                           |           |
| 1973 |                | Helsingin Suunnistajat Pirkko Salmenkylä Ritva Kajava Seija Korhonen                | Mäntsälän Urheilijat Päivi Kokkonen Orvokki Salonen Aune Jalava                            | Turun Suunnistajat Pirkko Kiviharju Pirjo Koivula Tuula Elmiö                           |           |
| 1974 |                | IF Femman Saga Pått Ann-May Carlson Svea Ahlskog                                    | Juvan Urheilijat Marjatta Vauhkonen Aili Ahonen Sinikka Kukkonen                           | Tampereen KooVee Marja-Liisa Reunamäki Irja Satri Anja Vilen                            |           |
| 1975 |                | Sippurasti Hilkka Karjalainen Airi Kattelus Helena Kattelus                         | Lahden Suunnistajat -37 Kaija Dahlman Pirjo Vanhatalo Sinikka Kukkonen                     | Saarijärven Pullistus Sinikka Viinikainen Vappu Ketola Sirkka Ketola                    |           |
| 1976 |                | Liedon Parma Kirsi Vairinen Eeva Lempiläinen Liisa Veijalainen                      | OK Järven Helena Blomberg Susanna Wolff Seija Roos                                         | Ounasvaaran Hiihtoseura Eija Keskinarkaus Maarja-Leena Väli-Klemelä Tuula Keskinarkaus  |           |
| 1977 |                | IF Femman Hjördis Gädda Svea Nojonen Saga Pått                                      | Liedon Parma Kirsi Vairinen Eeva Lempiäinen Liisa Veijalainen                              | Leppävaaran Sisu Marja Suomalainen Riitta Puhjo Marita Ruoho                            |           |
| 1978 |                | Hiidenkiertäjät Seija-Sinikka Lähteillä Pirkko Sassi Helena Mannervesi              | Joutsenon Kullervo Merja Ryöppy Anja Tiira Leeni Kylmälä                                   | Kankaantaan Kisa Anne Saari Elina Autero Raija Nieminen                                 |           |
| 1979 |                | Keravan Urheilijat Erja Päivinen Tiina Harjula Tellervo Kantonen                    | Suonenjoen Vasama Anneli Nuutinen Sirpa Kukkonen Elina Pulkkinen                           | Hiidenkiertäjät Seija-Sinikka Lähteillä Pirkko Sassi Helena Mannervesi                  |           |
| 1980 |                | Keravan Urheilijat Erja Päivinen Tiina Harjula Tellervo Kantonen                    | Kalevan Rasti Leena Silvennoinen Hennariikka Lonka Annariitta Lonka                        | Liedon Parma Kirsi Vairinen Pirjo Koivula Liisa Veijalainen                             |           |
| 1981 |                | Liedon Parma Kirsi Vairinen Pirjo Koivula Liisa Veijalainen                         | Leppävaaran Sisu Marja Suomalainen Irmeli Airaksinen Marita Ruoho                          | Keravan Urheilijat Erja Päivinen Tiina Harjula Tellervo Kantonen                        |           |
| 1982 |                | Liedon Parma Kirsi Vairinen Hennariikka Lonka Liisa Veijalainen                     | Sippurasti Päivi Salpakivi Anne Mettelä Mirja Puhakka                                      | Kankaantaan Kisa Elina Autero Raija Nieminen Anne Saari                                 |           |
| 1983 |                | Liedon Parma Pirjo Koivula Gun-Viol Lång Hennariikka Lonka Annariitta Kottonen      | Helsingin Suunnistajat Margit Ampuja Hilkka Salmenyklä Leena Salmenkylä-Mattila Sirpa Lusa | Keravan Urheilijat Pirkko Nieminen Tiina Harjula Tellervo Parviainen Erja Päivinen      |           |
| 1984 |                | Liedon Parma Pirjo Koivula Kirsi Vairinen Annariitta Kottonen Hennariikka Lonka     | Tampereen Pyrintö Katri Lilja Raija Nieminen Pirita Vaalavirta Annika Heino                | Suunta-Sepot Anna Mäkelä Satu Myllymaa Satu Mäkelä Marja Pyymäki                        |           |
| 1985 |                | Liedon Parma Pirjo Koivula Liisa Veijalainen Hennariikka Lonka Annariitta Kottonen  | Tampereen Pyrintö Katri Lilja Hilkka Hanhimäki Pirita Vaalavirta Annika Heino              | Kalevan Rasti Sari Hassinen Irja Suomalainen Päivikki Makkonen Kyllikki Kauppinen       |           |
| 1986 |                | Liedon Parma Gunn-Viol Lång Anne Lempiäinen Liisa Veijalainen Annariitta Kottonen   | Helsingin Suunnistajat Eija Korhonen Riitta Hämäläinen Sirpa Lusa Liisa Salmenkylä-Mattila | Järvenpään Palo Pia Touru Maarit Mäkinen Anu Rundgren Tellervo Parviainen               |           |
| 1987 |                | Helsingin NMKY Annamari Vierikko Irmeli Peltola Tiina Äijälä Ulla Mänttäri          | Vakka-Rasti Riina Kolkkala Hanna Helin-Luotonen Reeta-Mari Kolkkala Eija Koskivaara        | Tampereen Pyrintö Katri Lilja Hilkka Hakomäki Pirita Vaalavirta Annika Heino            |           |
| 1988 |                | Helsingin NMKY Annamari Vierikko Ulla Mänttäri Tiina Äijälä Kirsi Tiira             | Rastikarhut Anne Nurmi Riikka Ankelo Pirjo Mattila Marja Pyymäki                           | Helsingin Suunnistajat Hanna Virtanen Eija Korhonen Leena Salmenkylä-Mattila Sirpa Lusa |           |
| 1989 |                | Helsingin NMKY Annamari Vierikko Marita Kymäläinen Kirsi Tiira Ulla Mänttäri        | Vakka-Rasti Riina Kolkkala Hanna Helin-Luotonen Reeta-Mari Kolkkala Eija Koskivaara        | Rastikarhut Anne Nurmi Pirjo Mattila Riika Ankelo Marja Pyymäki                         |           |
| 1990 |                | Järvenpään Palo Maarit Mäkinen Marianne Touro Anu Rundgren Tellervo Parviainen      | Helsingin NMKY Johanna Tiira Marita Kymäläinen Ulla Mänttäri Kirsi Tiira                   | Pargas IF Annika von Schoultz Maria Pahlman Janina Järnström Auli Hovikorpi             |           |
| 1991 |                | Helsingin NMKY Marita Kymäläinen Johanna Tiira Ulla Mänttäri Kirsi Tiira            | Tampereen Pyrintö Anitta Knuutila Tiina Juntunen Riitta Karjalainen Annika Viilo           | Rastikarhut Mari Aarikka Anne Nurmi Marja Pyymäki Pirjo Aalto                           |           |
| 1992 |                | Kalevan Rasti Irene Liljeström Päivi Martikainen Heidi Haapasalo Elina Raijas       | Pargas IF Annika von Schoultz Hanna Ljungqvist Auli Hovikorpi Eija Koskivaara              | Helsingin Suunnistajat Mervi Anttila Kaija Kekäläinen Hanna Virtanen Ulla Mänttäri      |           |
| 1993 |                | Hämeenlinnan Suunnistajat Satu Mäkitammi Kirsi Arvola Anniina Paronen Liisa Anttila | Tampereen Pyrintö Tiina Juntunen Marja Joutsen Riitta Karjalainen Annika Viilo             | Pargas IF Ingela Mattsson Auli Hovikorpi Sanna Turakainen Eija Koskivaara               |           |
| 1994 |                | Pargas IF Ingela Mattsson Auli Hovikorpi Eija Koskivaara Sanna Turakainen           | Rastikarhut Mari Aarikka Tiina Jukkola Riikka Ankelo Marja Pyymäki                         | Rajamäen Rykmentti Virpi Suomalainen Mervi Väisänen Päivi Tolvanen Astra Francke        |           |
| 1995 |                | Pargas IF Ingela Mattsson Hanna Ljungqvist Sanna Turakainen Eija Koskivaara         | Rastikarhut Mari Aarikka Marja Tonder Tiina Jukkola Riikka Ankelo                          | Liedon Parma Katja Peltola Outi Sareila Reeta-Mari Kolkkala Anniina Paronen             |           |
| 1996 |                | Angelniemen Ankkuri Ulla Lahtinen Marika Mikkola Johanna Tiira Kirsi Tiira          | Rastikarhut Mari Aarikka Pirjo Aalto Marja Tonder Tiina Jukkola                            | Lynx Monica Boström Anu Äijälä Sari Salo Teresa Kollanen                                |           |
| 1997 |                | Angelniemen Ankkuri Monica Boström Kirsi Tiira Marika Mikkola Johanna Asklöf        | Liedon Parma Outi Sareila Katja Peltola Reeta-Mari Kolkkala Anniina Paronen                | Hämeenlinnan Suunnistajat Marianne Touru Salla Sukki Liisa Anttila Satu Mäkitammi       |           |
| 1998 |                | Liedon Parma Ann Ekström Katja Peltola Reeta-Mari Kolkkala Anniina Paronen          | Angelniemen Ankkuri Monica Boström Marika Mikkola Kirsi Tiira Johanna Asklöf               | Tampereen Pyrintö Sari Saarijärvi Henna-Riikka Huhta Heidi Haapasalo Annika Viilo       |           |
| 1999 |                | Tampereen Pyrintö Riina Kuuselo Annika Viilo Satu Vesalainen Liisa Anttila          | Kalevan Rasti Elina Raijas Monica Boström Johanna Asklöf Kirsi Boström                     | Pargas IF Ingela Mattsson Yvonne Gunell Eija Koskivaara Sanna Nymalm                    |           |
| 2000 |                | Liedon Parma Katja Peltola Anniina Paronen Outi Sareila Reeta-Mari Kolkkala         | Kalevan Rasti Monica Boström Heidi Liljeström Johanna Asklöf Kirsi Boström                 | Pargas IF Ingela Mattsson Sari Koskinen Yvonne Gunell Sanna Nymalm                      |           |
| 2001 |                | Liedon Parma Katja Peltola Reeta-Mari Kolkkala Outi Sareila Anniina Paronen         | Espoon Suunta Pernilla Rantamäki Mirka Haataja Sini Kemppainen Marika Mikkola              | Lynx Saue Elo Sari Salo Teresa Kollanen Karoliina Heiskanen                             |           |
| 2002 |                | Pargas IF Ingela Mattsson Raija Rantanen Yvonne Gunell                              | Kalevan Rasti Anu Annus Heidi Liljeström Monica Boström                                    | Liedon Parma Katja Peltola Outi Sareila Katja Honkala                                   |           |
| 2003 |                | Liedon Parma Katja Peltola Reeta-Mari Kolkkala Outi Sareila                         | Tampereen Pyrintö Mari Rantala Satu Vesalainen Heidi Haapasalo                             | OK 77 Bodil Holmström Marie Lundgren Brigitte Gruniger                                  |           |
| 2004 |                | Rastikarhut Anu Kopra Tiina Jukkola Heli Jukkola                                    | Paimion Rasti Mirka Salmelin Inga Dambe Katri Kerkola                                      | Asikkalan Raikas Riina Kauppi Kirsi Vanhalakka Minna Kauppi                             |           |
| 2005 |                | Turun Suunnistajat Johanna Pietilä Vroni König-Salmi Bodil Holmström                | Tampereen Pyrintö Maria Pietilä Liisa Anttila Riina Kuuselo                                | Asikkalan Raikas Sirkka-Liisa Huusari Kirsi Vanhalakka Minna Kauppi                     |           |
| 2006 |                | Asikkalan Raikas Kirsi Vanhalakka Sirkka-Liisa Huusari Minna Kauppi                 | Tampereen Koovee Pinja Mäkinen Liisa Anttila Paula Haapakoski                              | Paimion Rasti Mirka Salmelin Satu Vesalainen Katri Lindeqvist                           |           |
| 2007 |                | Paimion Rasti Satu Vesalainen Inga Dambe Katri Lindeqvist                           | Angelniemen Ankkuri Sanna Heinonen Heli Elovaara Maria Rantala                             | Turun Suunnistajat Tea Laurila Vroni König-Salmi Bodil Holmström                        |           |
| 2008 |                | Paimion Rasti Satu Tahvonen Inga Dambe Katri Lindeqvist                             | Asikkalan Raikas Sirkka-Liisa Huusari Kirsi Vanhalakka Minna Kauppi                        | SK Pohjantähti Laura Hokka Heini Wennman Marttiina Joensuu                              |           |
| 2009 |                | Tampereen Pyrintö Saila Kinni Riina Kuuselo Anni-Maija Fincke                       | Tampereen Koovee Pinja Mäkinen Liisa Anttila Merja Rantanen                                | Lynx Aino Leskinen Anne-Mari Leskinen Karolina Sundberg                                 |           |
| 2010 |                | SK Pohjantähti Heini Wennman Martiina Joensuu Sofia Haajanen                        | Tampereen Pyrintö Riina Kuuselo Saila Kinni Anni-Maija Fincke                              | Paimion Rasti Saara Norrgrann Jaana Röytiö Inga Dambe                                   |           |
| 2011 |                | Tampereen Pyrintö Venla Niemi Saila Kinni Anni-Maija Fincke                         | Paimion Rasti Saara Norrgrann Katri Lindeqvist Inga Dambe                                  | MS Parma Laura Lammila Outi Sareila Maija Sianoja                                       |           |
| 2012 |                | Tampereen Pyrintö Anni-Maija Fincke Venla Niemi Saila Kinni                         | Asikkalan Raikas Riina Liuha Kirsi Kiiskinen Minna Kauppi                                  | Paimion Rasti Saara Norrgrann Vroni König-Salmi Inga Dambe                              |           |
| 2013 | Saarijärvi     | Tampereen Pyrintö Saila Kinni Anni-Maija Fincke Venla Niemi                         | Paimion Rasti Salla Fagerudd Vroni König-Salmi Inga Dambe                                  | Tampereen Koovee Miia Nyyttinen Liisa Anttila Ulrika Uotila                             |           |

### Ergebnislisten Sprint
- 2013

### Ergebnislisten Mitteldistanz
- 2013
- 2014

### Ergebnislisten Langdistanz
- 2013

### Ergebnislisten Nacht
- 2013

### Ergebnislisten Staffel
- 2013